# Вижниця
Ви́жниця — місто в Україні, у Чернівецькій області, адміністративний центр Вижницької міської громади та Вижницького району.

## Географія
Місто розташоване на межі Чернівецької та Івано-Франківської областей, на річках Черемоші та Виженці, у межах Вижницької улоговини, за 72 км автошляхами від обласного центру.

## Клімат
| Кліматограма Вижниці | Кліматограма Вижниці | Кліматограма Вижниці | Кліматограма Вижниці | Кліматограма Вижниці | Кліматограма Вижниці | Кліматограма Вижниці | Кліматограма Вижниці | Кліматограма Вижниці | Кліматограма Вижниці | Кліматограма Вижниці | Кліматограма Вижниці |
| --- | -------------------- | -------------------- | -------------------- | -------------------- | -------------------- | -------------------- | -------------------- | -------------------- | -------------------- | -------------------- | -------------------- |
| С | Л                    | Б                    | К                    | Т                    | Ч                    | Л                    | С                    | В                    | Ж                    | Л                    | Г                    |
| 41 −1 −8 | 45 1 −7              | 66 6 −4              | 77 12 2              | 106 17 7             | 130 20 11            | 128 22 13            | 94 22 12             | 79 17 8              | 62 12 3              | 49 6 −1              | 51 1 −5              |
| Середня макс. і мін. температури повітря (°C) Атмосферні опади (мм), за рік : 928 мм. Джерело: Vyzhnytsia. Chernivtsi Oblast. Climate-Data.org (англ.) |                      |                      |                      |                      |                      |                      |                      |                      |                      |                      |                      |

## Природа
Неподалік від міста розташований Вижницький національний природний парк (адміністративна будівля — у селищі Берегомет).

### Природоохоронні об'єкти
- Черемоський іхтіологічний заказник (частково);
- Два платани (пам'ятка природи);
- Коркове дерево (пам'ятка природи);
- Вижницька мінеральна (пам'ятка природи);
- Вижницький парк.

## Історія
Коли виникла Вижниця, докладно невідомо. За однією з версій місто вперше згадується в літописах як городок на Черемоші під 1158 роком. За іншими даними, перша згадка про місто на кордоні Молдавського князівства міститься у молдовському літописі за 1501 рік.

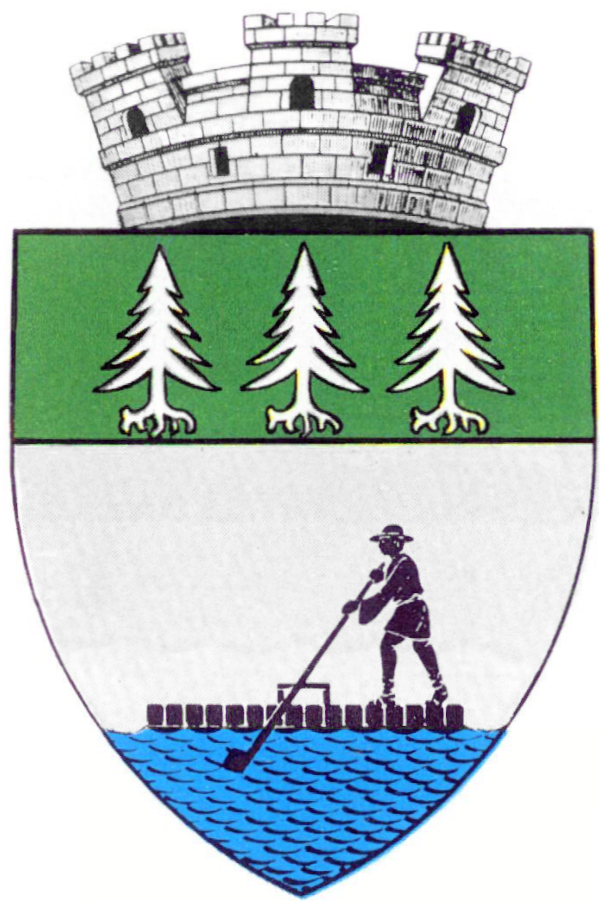
Герб часів Румунії

У 1514–1574 роках місто перебувало під владою турків, оскільки Молдавія потрапила у васальну залежність від них.
До 1774 року Вижниця входила до складу Молдовського князівства, після цього — Габсбурзької монархії (з 1804 року Австрійської імперії, з 1867 року — Австро-Угорщини).
Вижниця розвивалася як торгове поселення, тісно пов'язане з гірськими і низинними районами Буковини, славилася хорошими ярмарковими традиціями. Статус ярмаркового місця поселення отримало 1767 року.
Наприкінці XVIII століття, з початком розвитку лісової промисловості, Вижниця стає важливим пунктом торгівлі деревиною. Після регулювання русла Черемошу (1790–1812 роки) будівельний ліс і дрова сплавлялися до Чернівців, а звідти по ґрунтовій дорозі через Бояни — на Бессарабію і Поділля. Основна маса міщан займалась торгівлею і ремеслами.
Жорстока експлуатація, свавілля чиновників і дідичів викликали масові виступи і хвилювання серед народних мас. Населення гір піднялось на антифеодальну боротьбу. В 1817—1830 роках поблизу Вижниці діяв загін опришків, очолюваний Мироном Штолюком. В 1848—1849 роках вижницькі селяни брали участь в антифеодальному русі під керівництвом Лук'яна Кобилиці.
1855 року Вижниця стала адміністративним центром Вижницького повіту.
У середині ХІХ ст. на громадській печатці Вижниці виступало зображення селянина з серпом і ціпом у руках. У 1910-х рр. місто користувалося складнішим гербом (підтвердженим у 1932 р. румунською владою, з незначною зміною в кольорах): на блакитному щиті — селянин-плотар, що править дерев'яним плотом; у зеленій голові щита три смереки.
Місто сильно постраждало в часи Першої світової війни. До складу міста включене село Рівня — тепер це західна частина міста, відділена річкою Виженка.

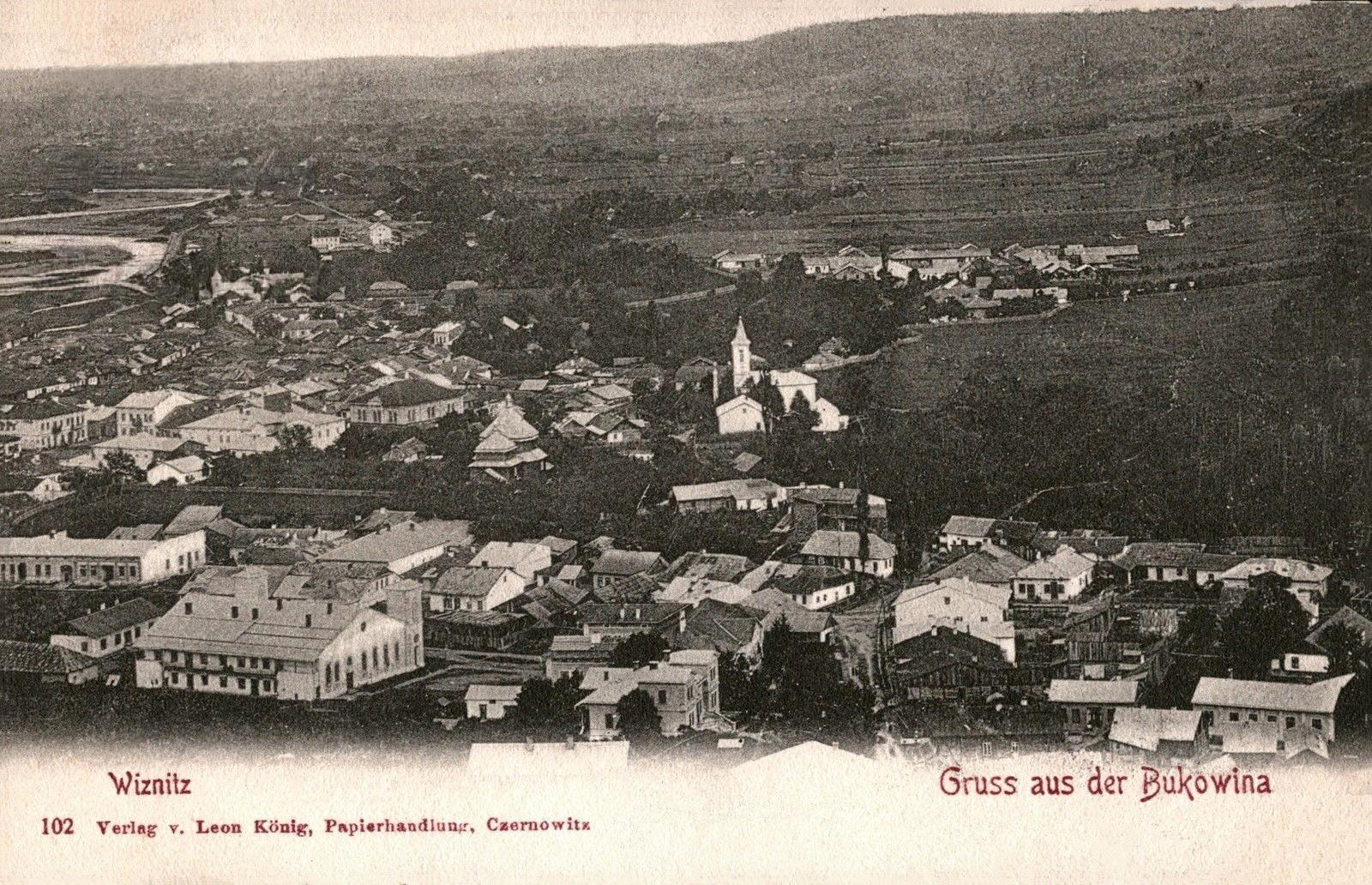
Загальний вид Вижниці (1898 рік).
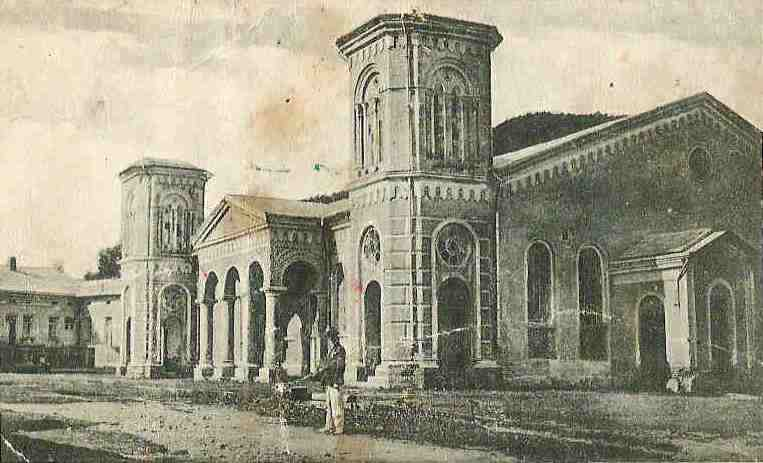
Синагога у Вижниці.
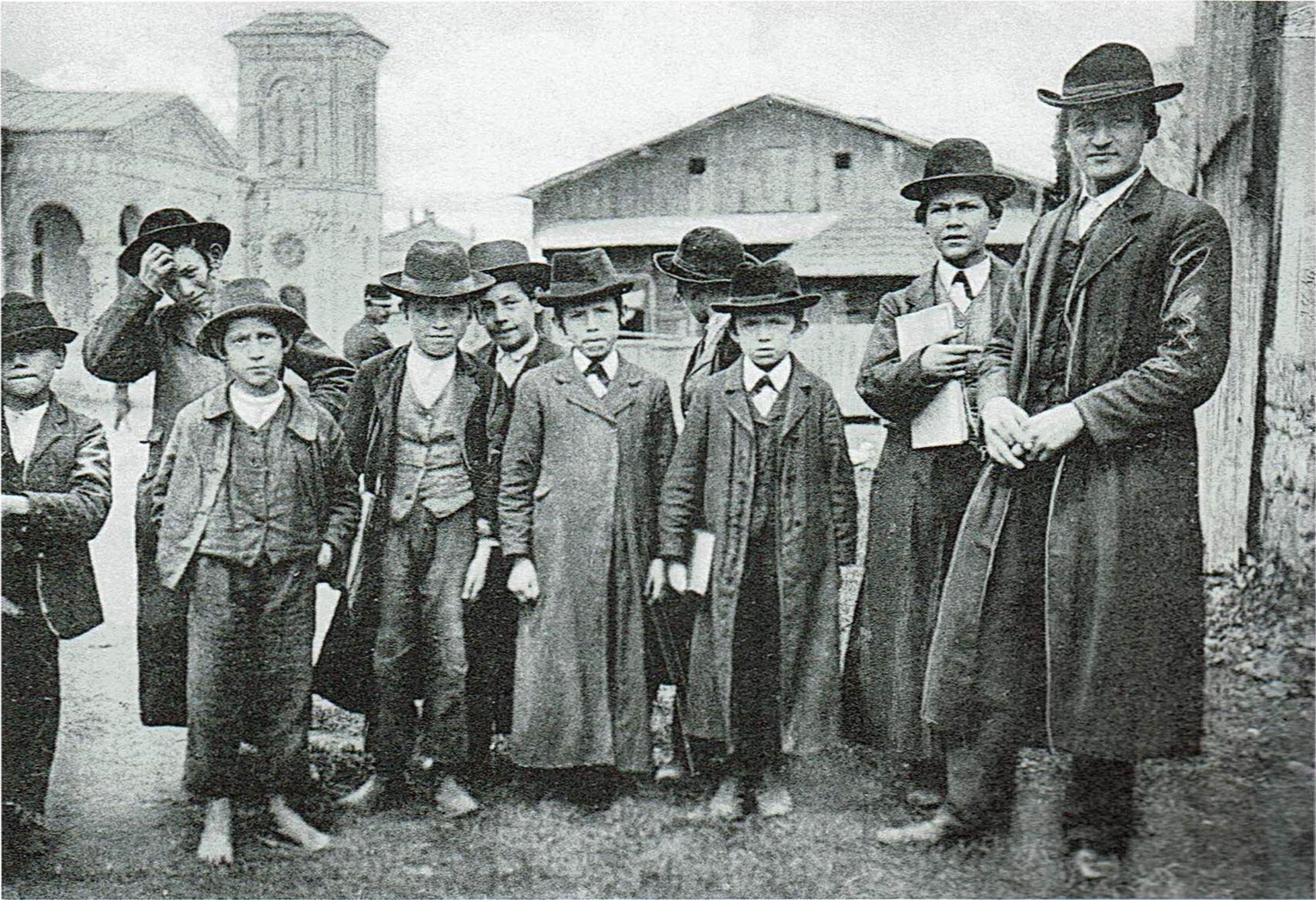
Учні-талмудисти перед синагогою Вижницького ребе (1910 рік)
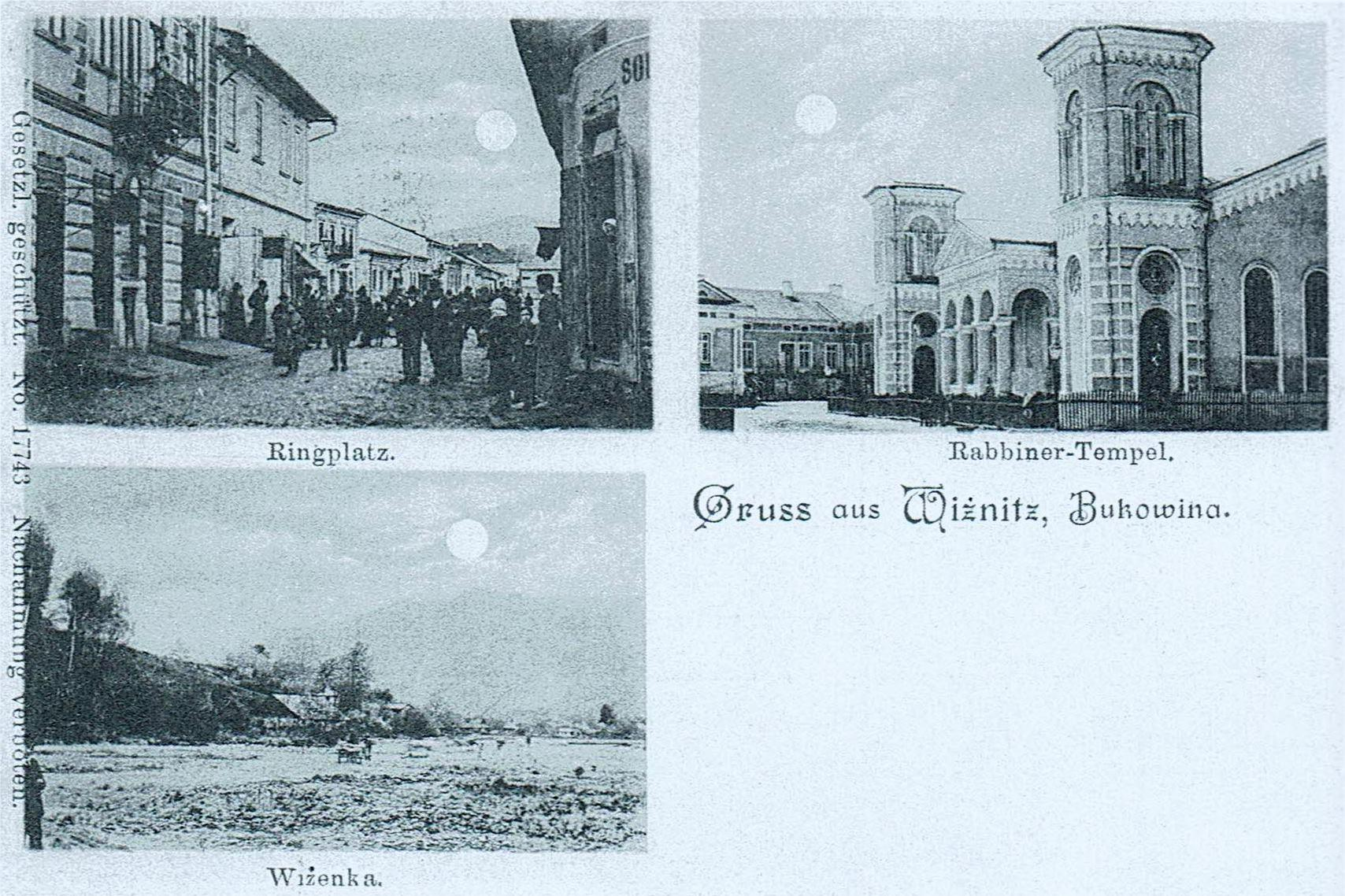
Листівка з видами Вижниці (1900 рік).

З 24 серпня 1991 року Вижниця — у складі незалежної України.
Унаслідок адміністративно-територіальної реформи в Україні з 2020 року місто — адміністративний центр Вижницького району.

## Населення[4][5][1]
З населенням близько 3,9 тис. осіб (на початок 2023 року), Вижниця, попри свій міський статус, менша за населенням ніж селище Берегомет, місто Вашківці та кілька сіл Вижницького району. Але агломерація Вижниці зі довколишніми селами та селищами може досягати близько 25-30 тисяч населення в цілому.

### Національний склад
Розподіл населення за національністю за даними перепису 2001 року:
| Національність  | Відсоток |
| --------------- | -------- |
| українці        | 94.61%   |
| росіяни         | 4.13%    |
| молдовани       | 0.35%    |
| румуни          | 0.24%    |
| інші/не вказали | 0.67%    |

### Мовний склад
Кількість та частка населення за рідною мовою, відповідно до Перепису населення України 2001 року:
| Рідна мова      | Кількість | Частка (%) |
| Загалом         | 4917      | 100.00     |
| Українська мова | 4672      | 95.02      |
| Російська мова  | 220       | 4.47       |
| Румунська мова  | 5         | 0.2        |
| Молдавська мова | 9         | 0.18       |
| Польська мова   | 2         | 0.04       |
| Білоруська мова | 1         | 0.02       |
| Німецька мова   | 1         | 0.02       |
| Інші мови       | 2         | 0.04       |

## Пам'ятки

### Архітектури
- Дмитрівська церква (XIX ст.);
- Миколаївська церква (кін. XIX ст.);
- Петропавлівський костел (XIX ст.);
- Міська синагога (XIX ст.);
- Вокзал станції Вижниця (австрійських часів);
- Вижницька ратуша (будинок міської ради, початок ХХ ст.);
- Будинок Анни Москви-Голоти (Шухевича,13).

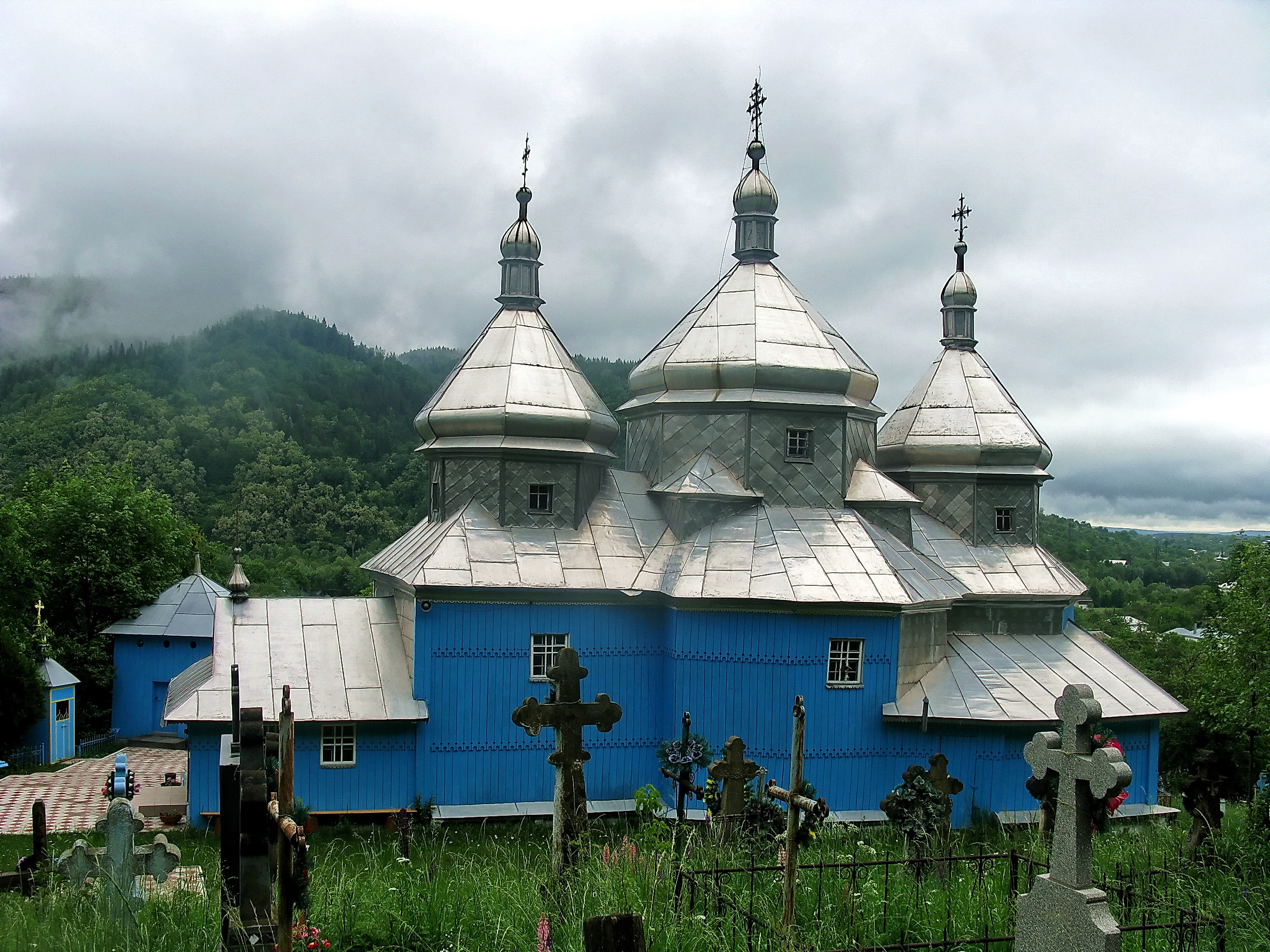
Дмитрівська церква (дер.)
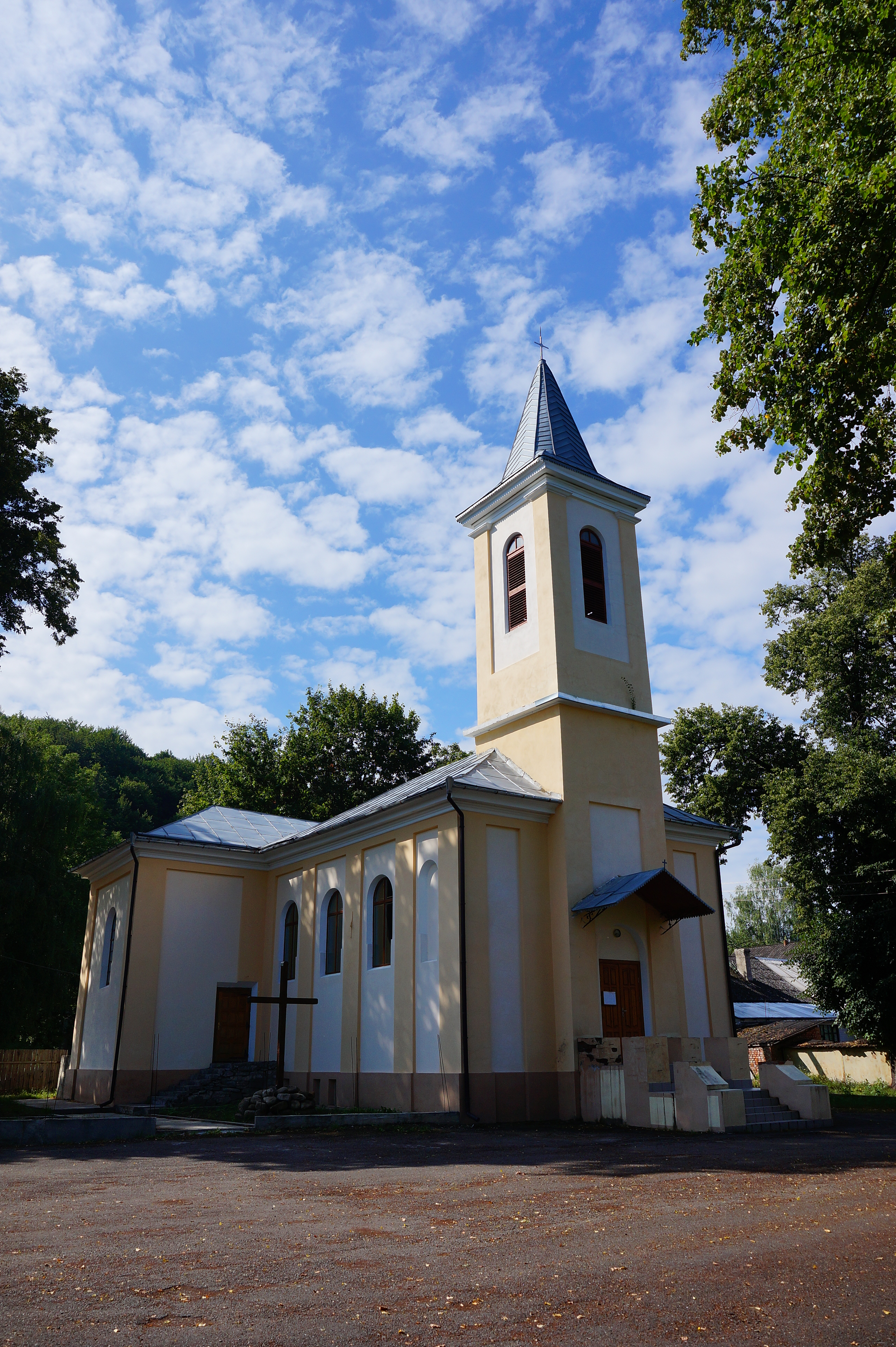
Петропавлівський костел
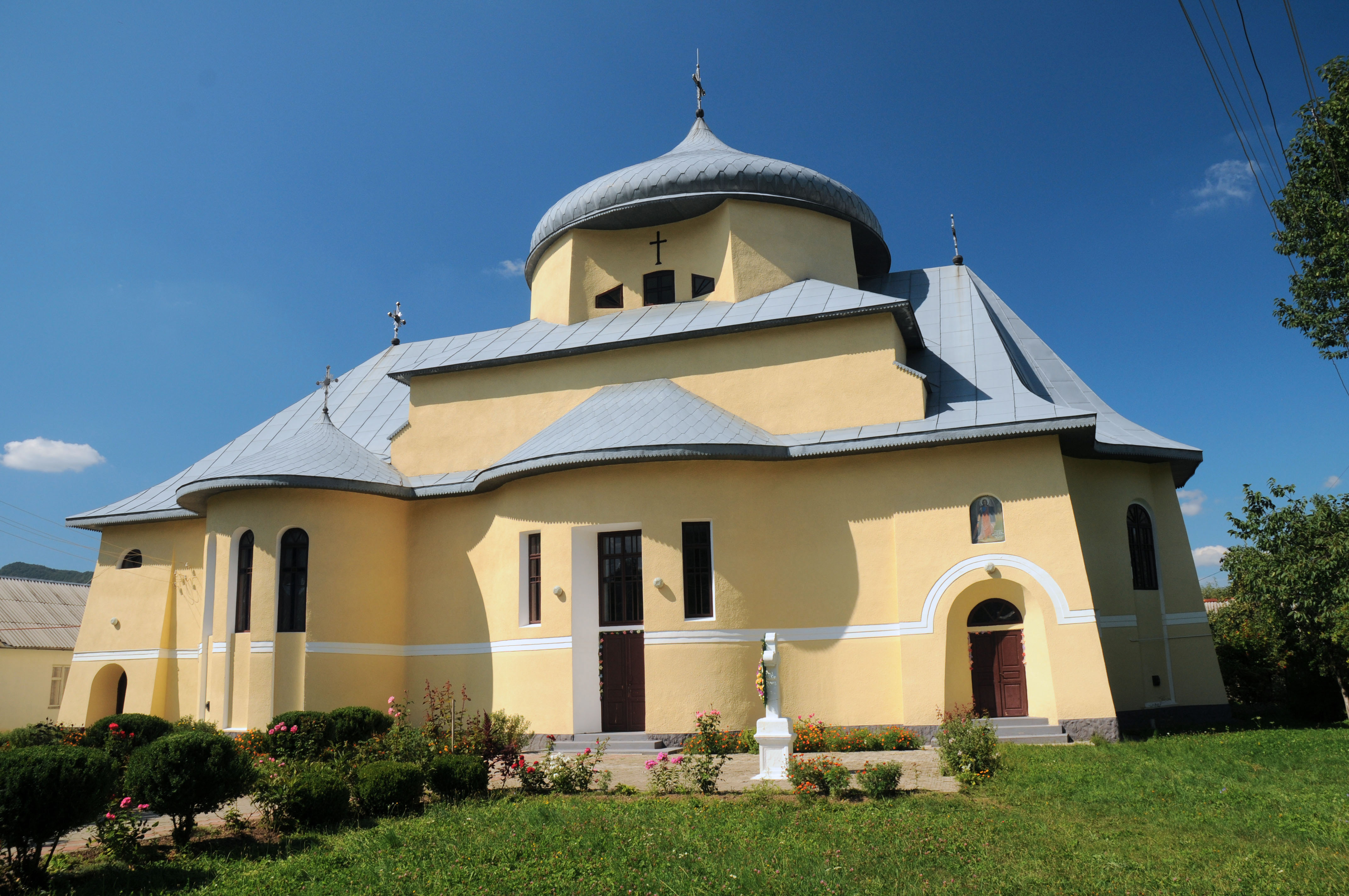
Михайлівська (Миколаївська) церква
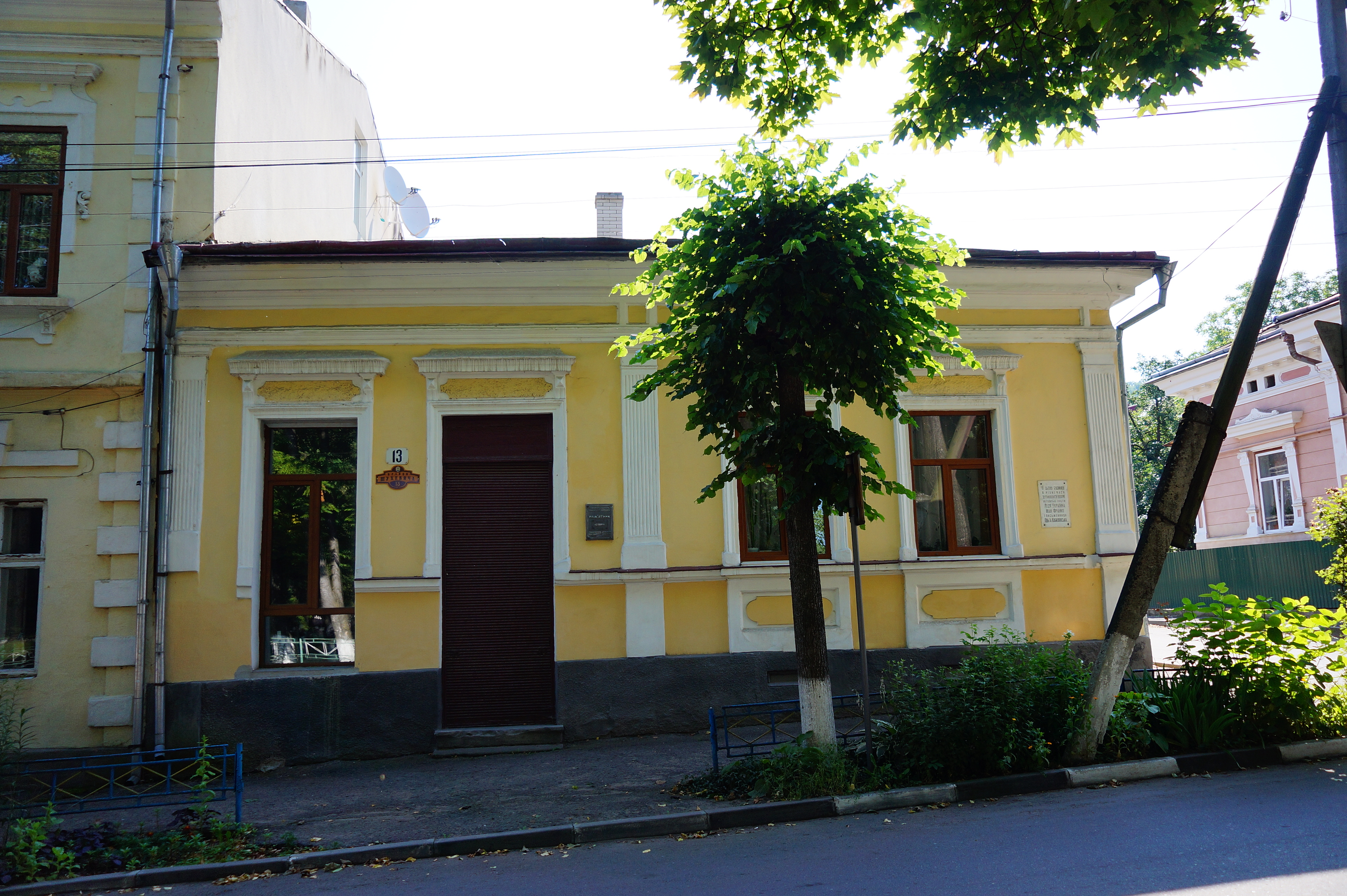
Будинок Анни Москви-Голоти, у якому зупинялися
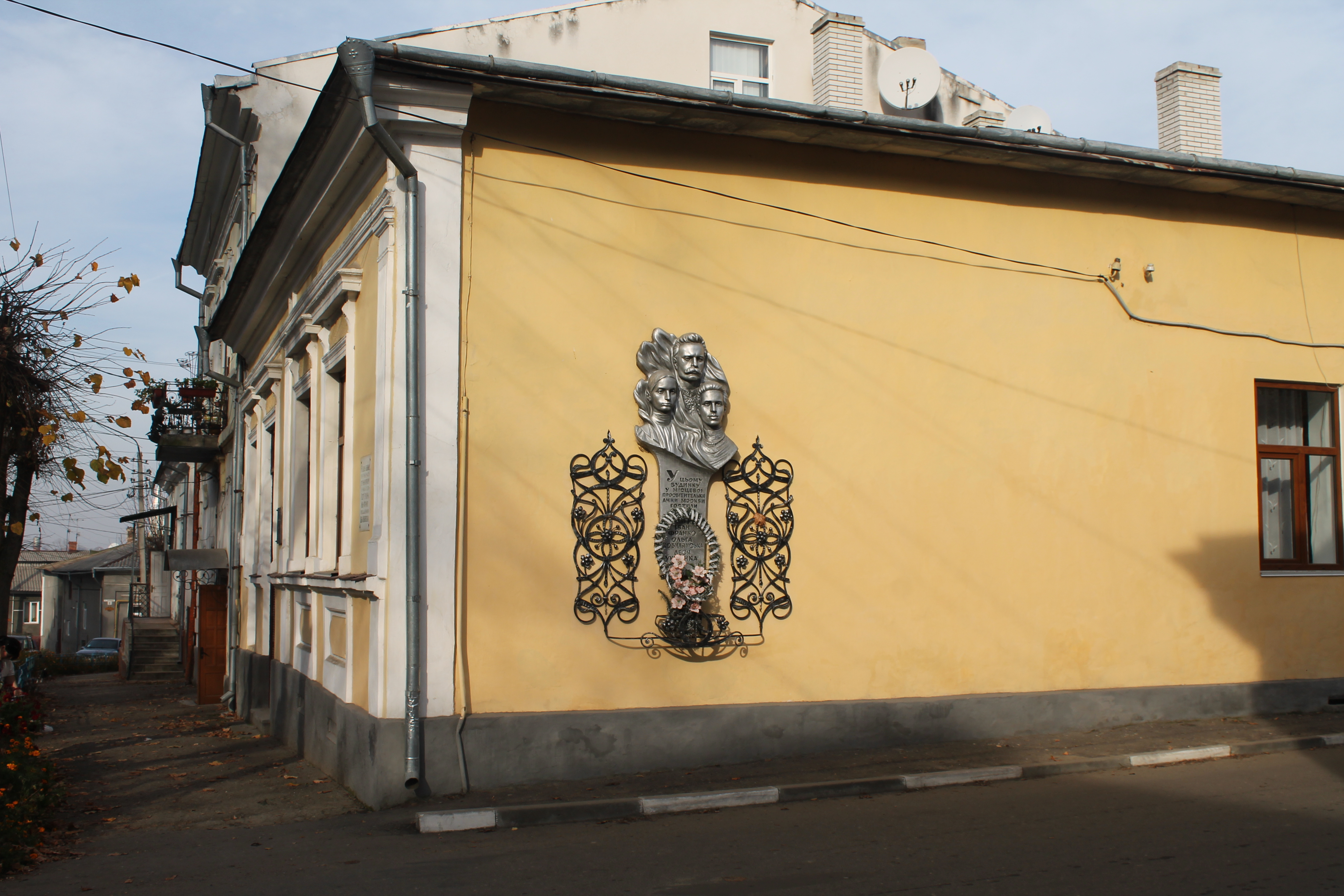
Іван Франко, Михайло Коцюбинський, Ольга Кобилянська, Леся Українка
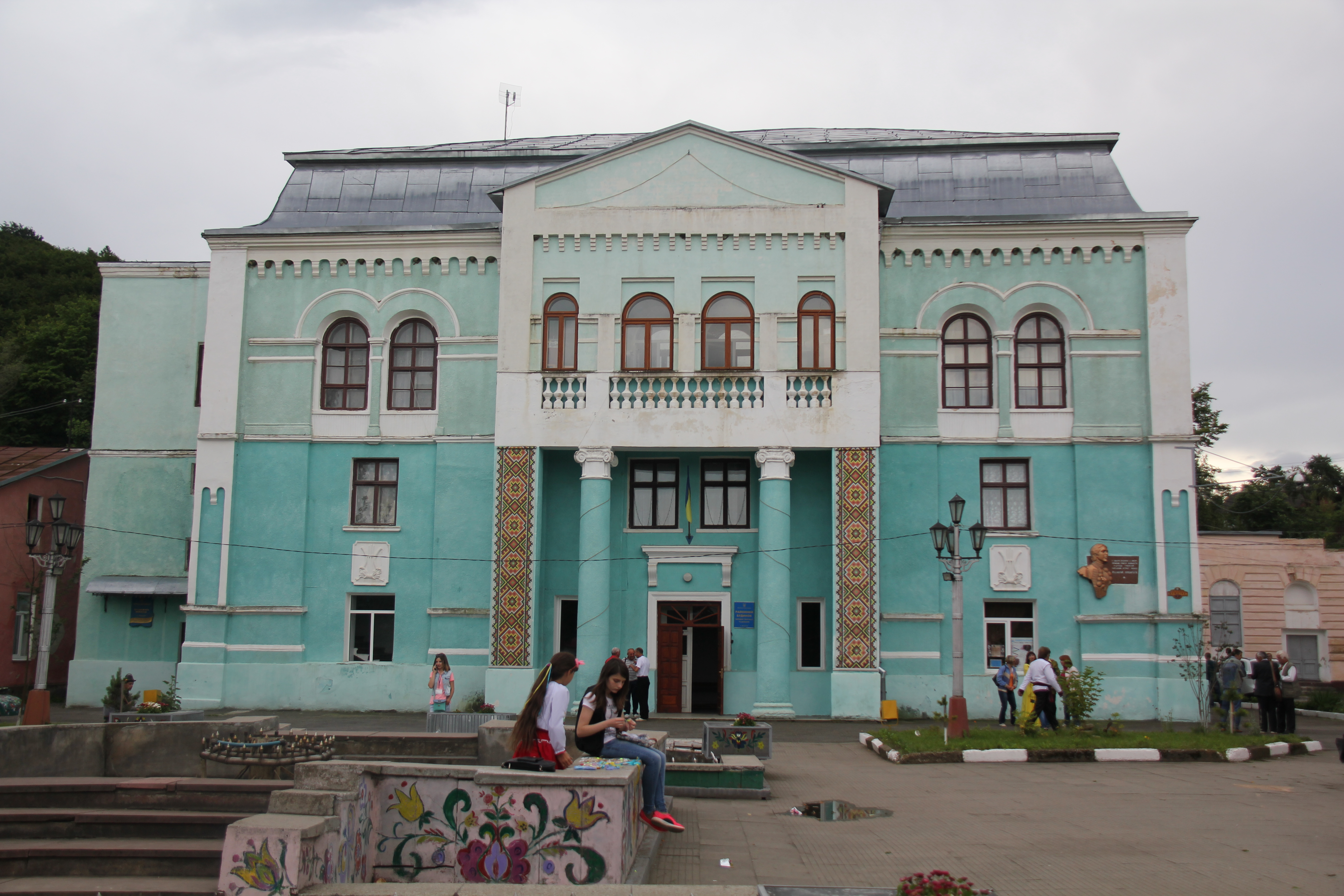
Велика синагога, нині Будинок народної творчості та дозвілля

### Пам'ятники
- Лук'янові Кобилиці;
- Меморіальна дошка Іванові Миколайчуку (на будівлі кінотеатру ім. Т. Г. Шевченка);
- Тарасу Шевченку;
- Темістоклю Вірсті;
- Валерію Васькову;
- Барельєф Манолію Попадюку;

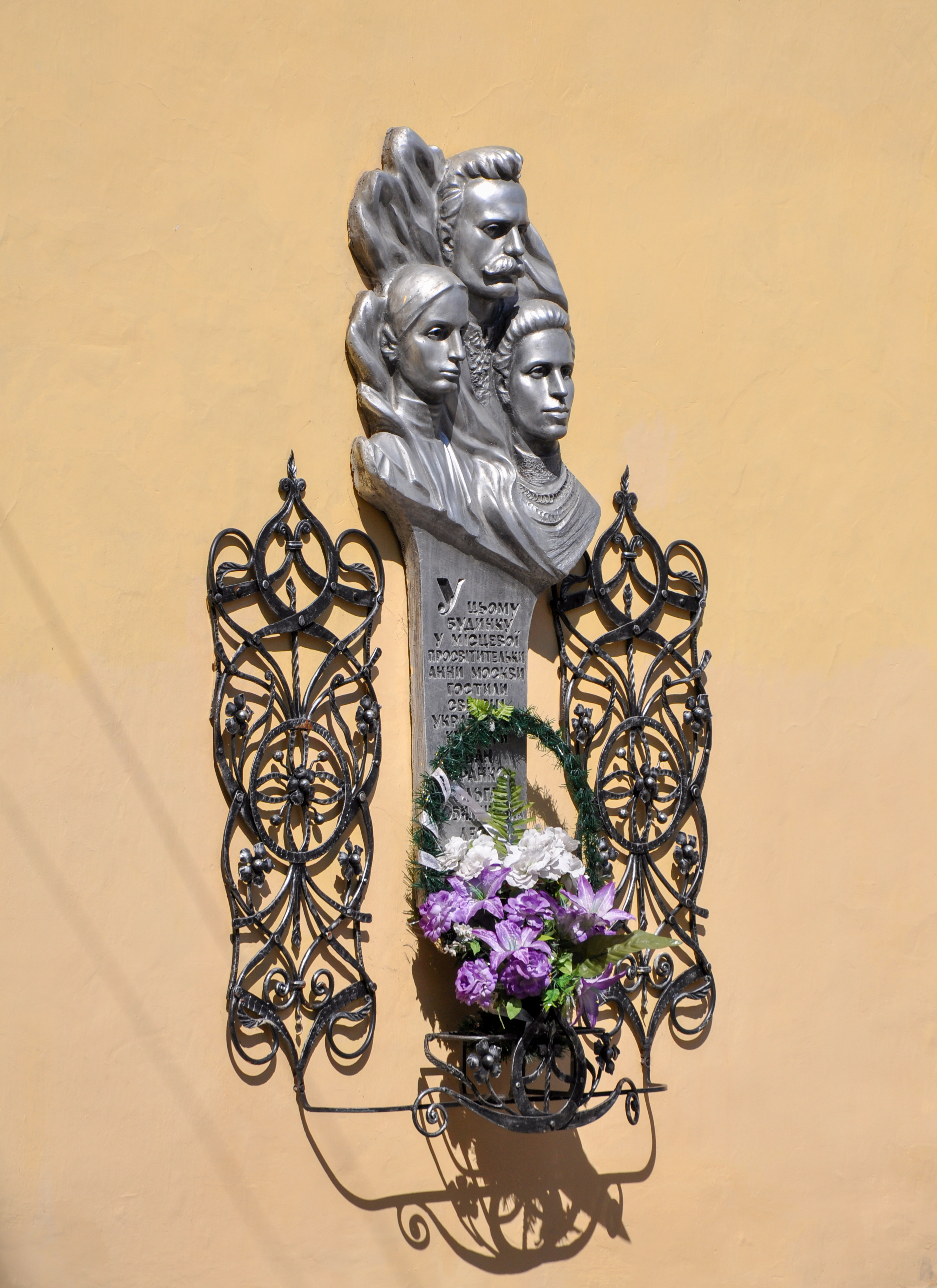
Меморіальна дошка Івану Франку, Лесі Українці та Ользі Кобилянській;
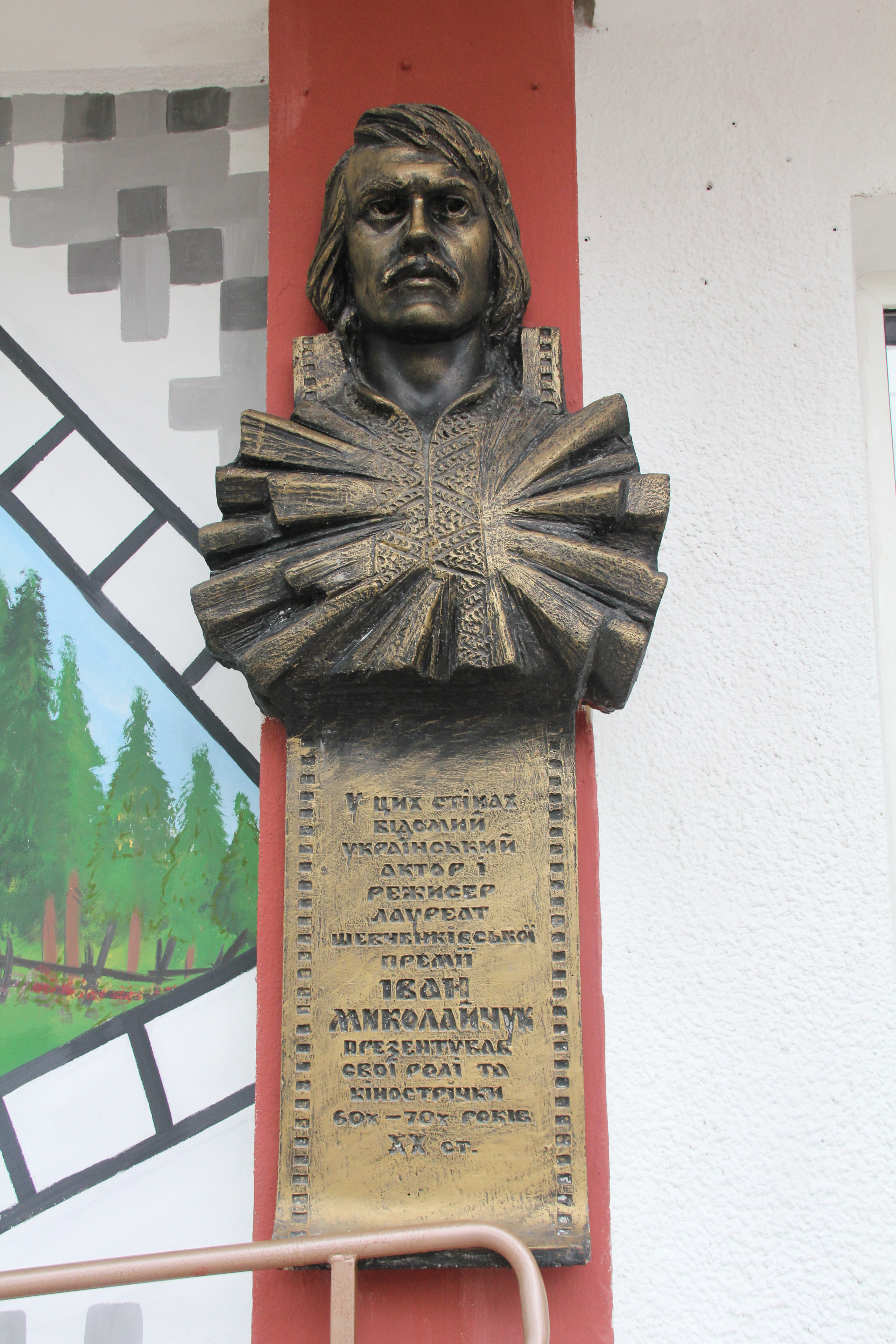
Меморіальна дошка Іванові Миколайчуку
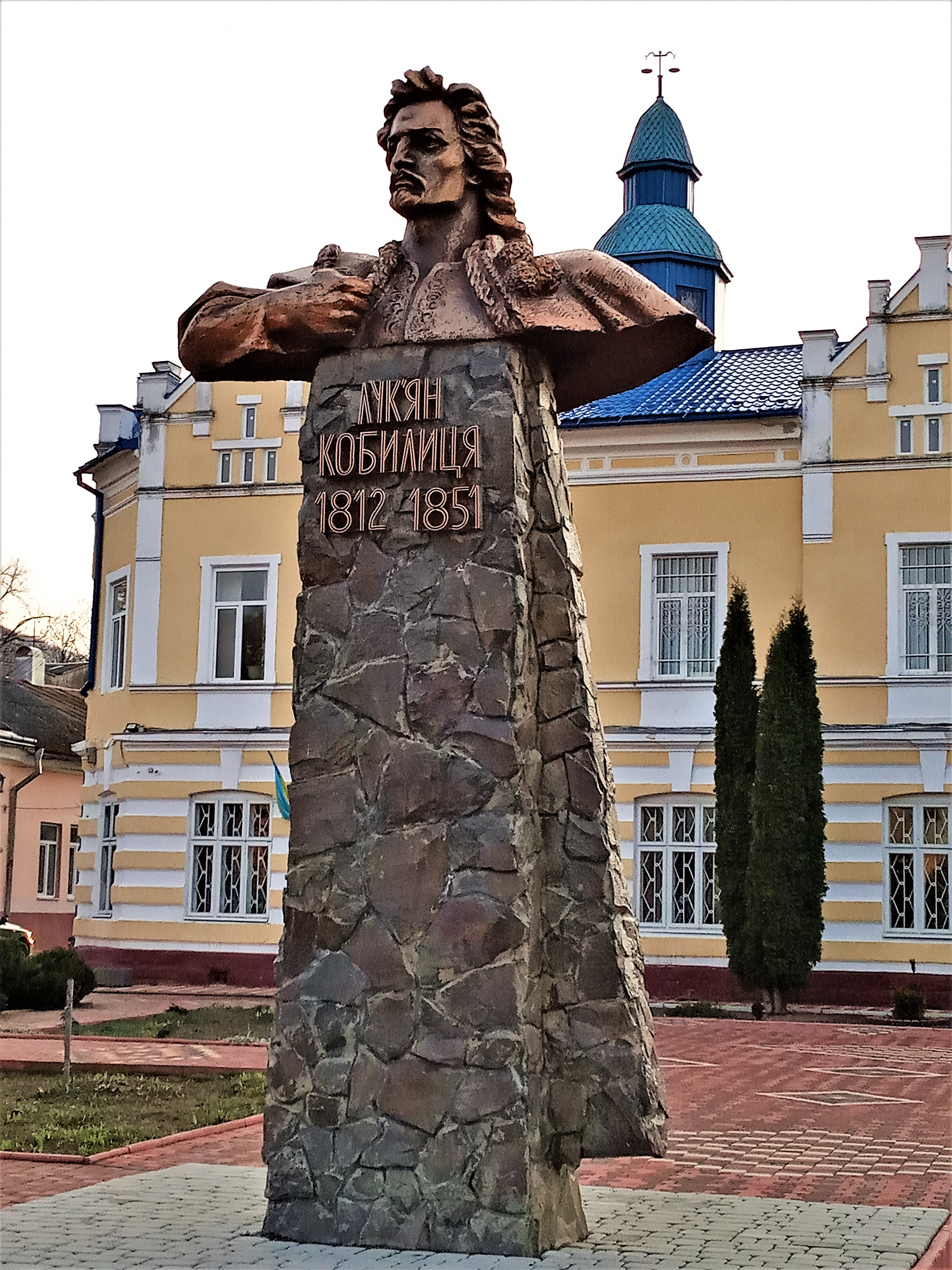
Пам'ятник Лук'яну Кобилиці
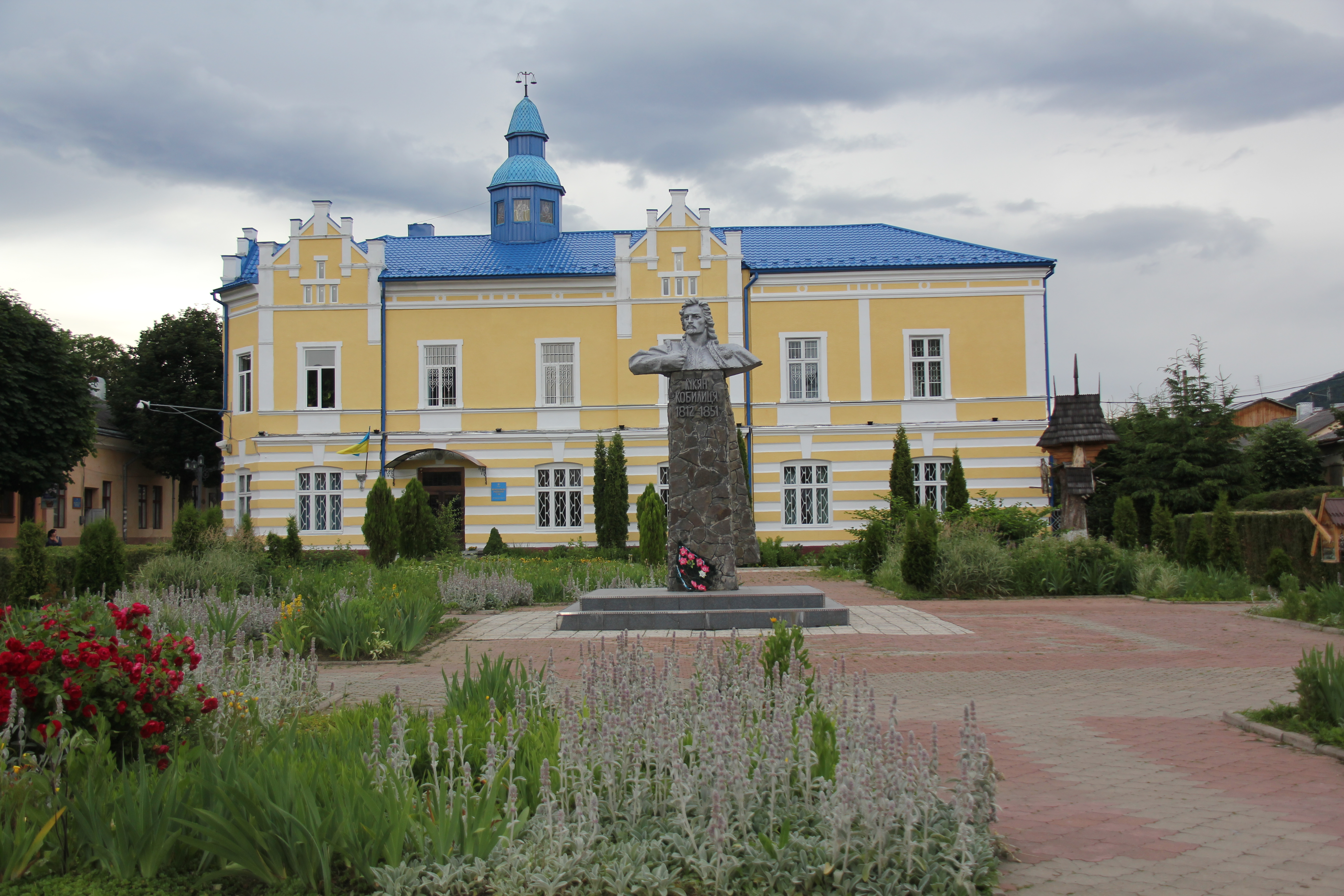
Ратуша, пам'ятник Лук'янові Кобилиці

- Назарію Яремчуку.

- Меморіальна дошка Івану Франку, Лесі Українці та Ользі Кобилянській;
- Меморіальна дошка Іванові Миколайчуку
- Пам'ятник Лук'яну Кобилиці
- Ратуша, пам'ятник Лук'янові Кобилиці

## Освіта, культура

### Навчальні заклади
- Вижницька гімназія
- Вижницький фаховий коледж мистецтв та дизайну імені В. Ю. Шкрібляка (раніш — Вижницьке училище прикладного мистецтва, потім — Вижницький коледж прикладного мистецтва)[9]
- Вижницька загальноосвітня школа І-ІІІ ст. імені Юрія Федьковича
- Вижницька спеціалізована школа імені Н. Яремчука

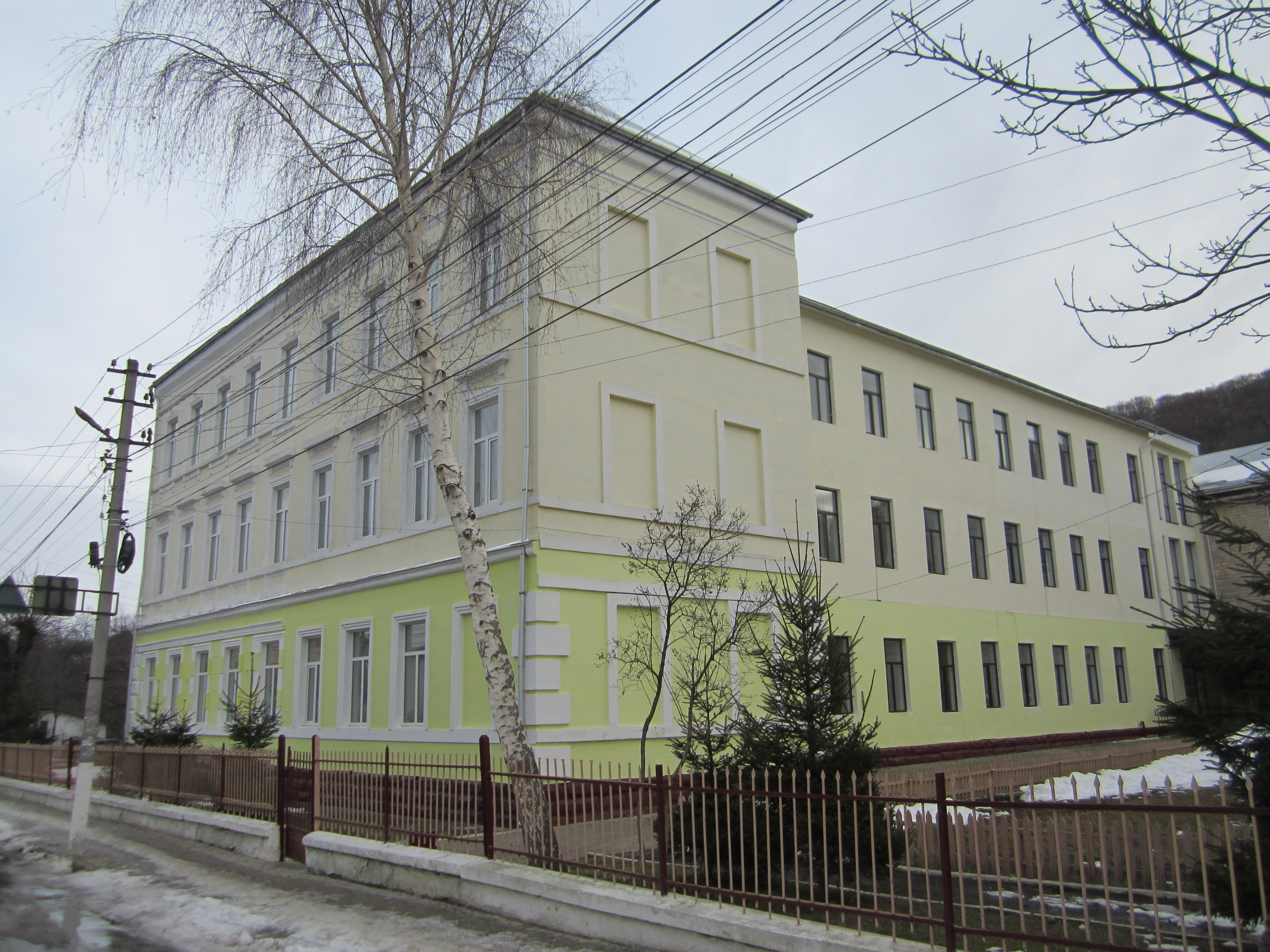
Вижницька загальноосвітня школа І-ІІІ ступенів імені Юрія Федьковича
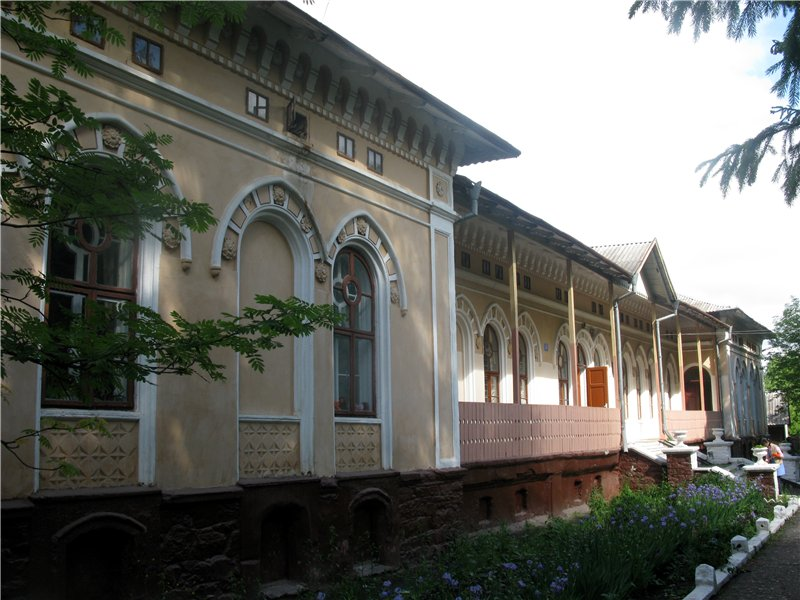
Вижницька спеціалізована школа імені Н. Яремчука
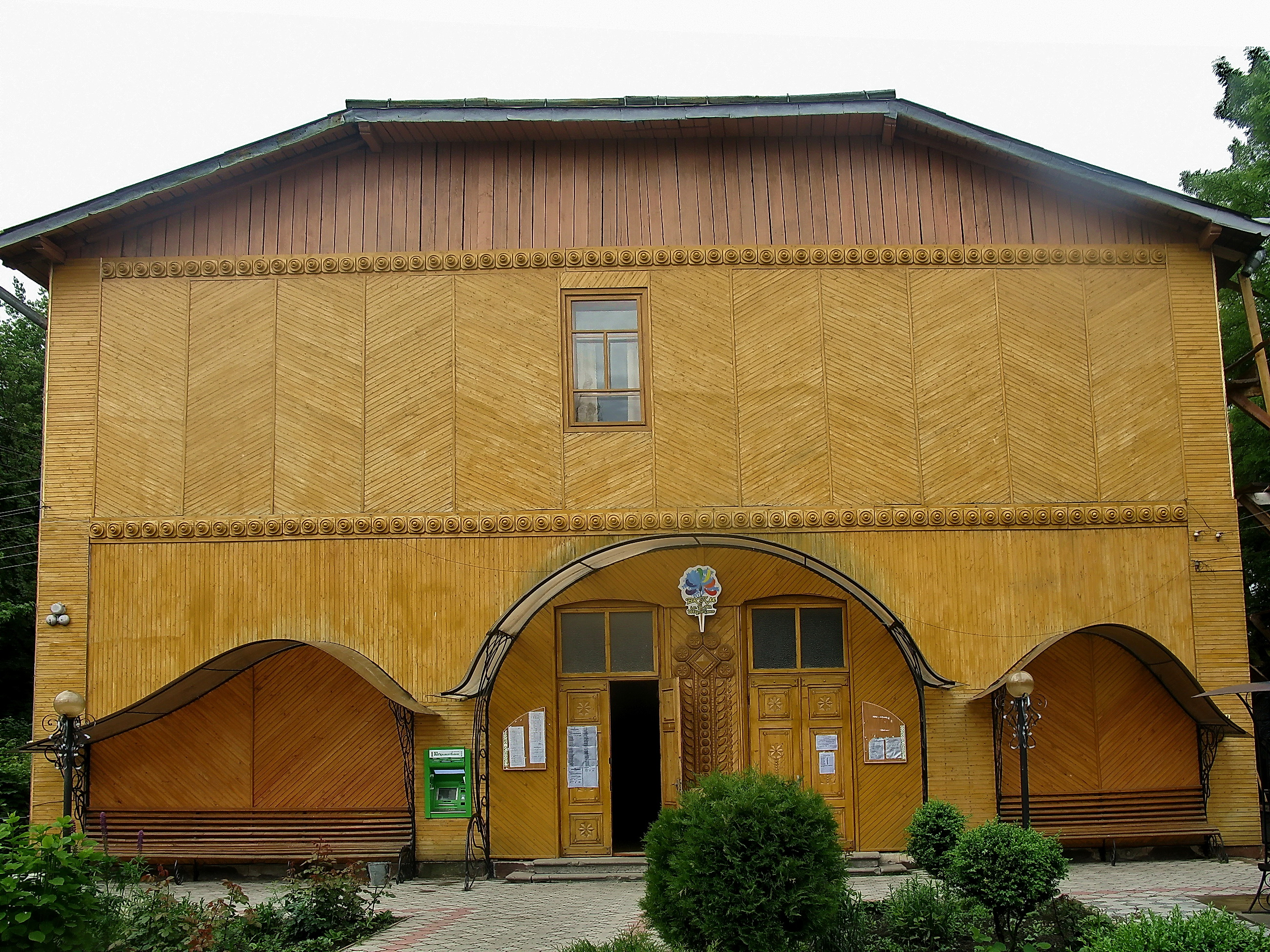
Вижницький фаховий коледж мистецтв та дизайну імені В. Ю. Шкрібляка

## Музеї

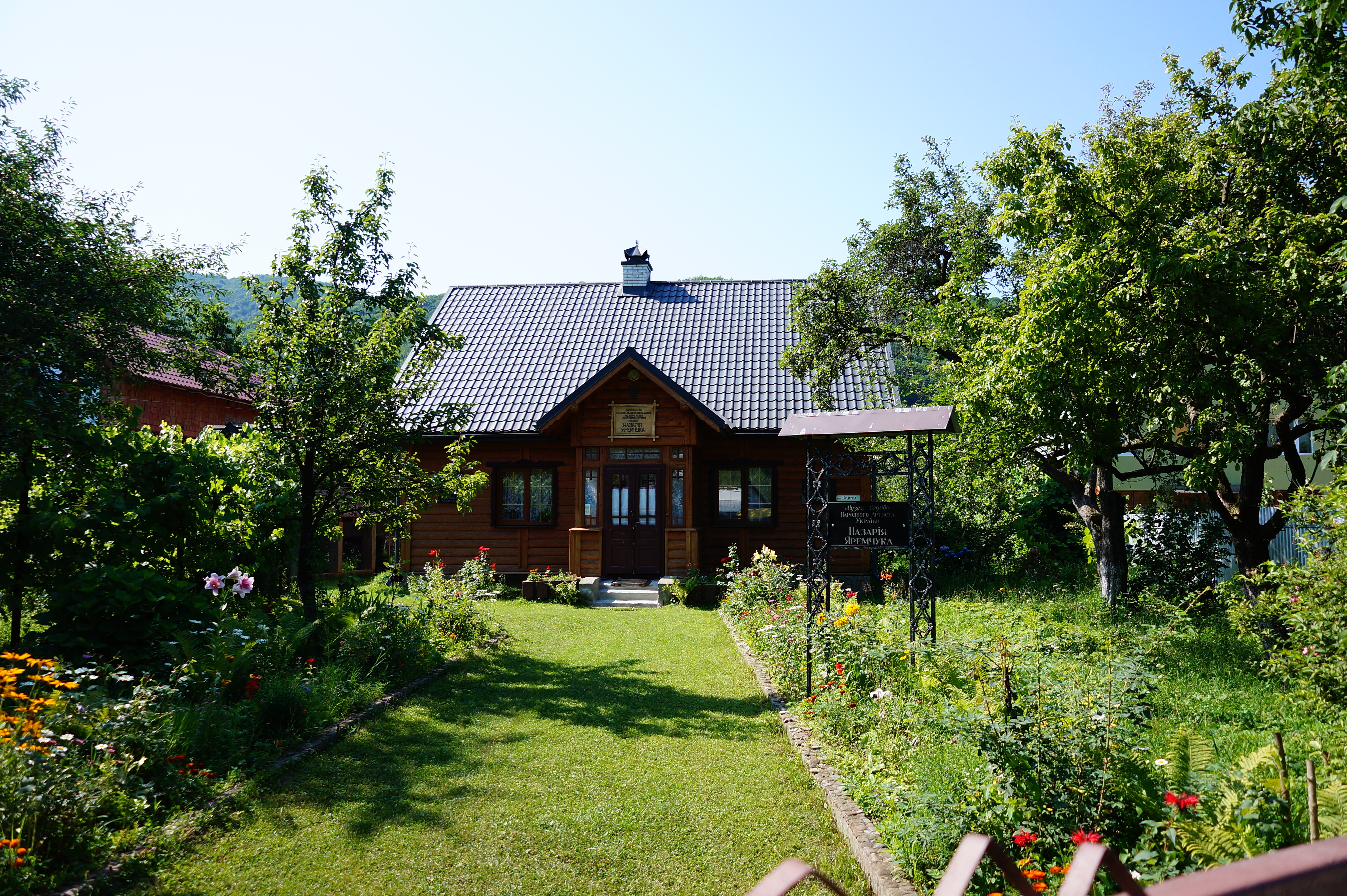
Музей-садиба Назарія Яремчука «Смерекова хата»

- музей-садиба Назарія Яремчука при місцевій школі-інтернаті (вул. Шухевича);
- музей коледжу прикладного мистецтва ім. В. Шкрібляка (вул Українська, 76).
- музей-садиба Назарія Яремчука «Смерекова хата» (вул. Н. Яремчука, 45)

## Відомі персоналії

### Уродженці
- Клавдія Бобикевич-Сора — українська письменниця, громадсько-культурна діячка;
- Йосиф Бург — єврейський письменник, громадський діяч. Заслужений працівник культури України;
- Мирослав Гайдук — український військовик, військовий референт Буковинського окружного проводу ОУН, один з організаторів Буковинського куреня УПА;
- Вікторія Дутка-Жаворонкова — українська мистецтвознавиця;
- Мирослава Єжеленко — українська естрадна співачка часів СРСР, співала дуетом з Назарієм Яремчуком;
- Отто Премінґер (1905—1986) — видатний американський кінорежисер та продюсер;
- Герард Цьолек — польський архітектор;
- Теодор Тарнавський — доктор теології, ректор Чернівецького університету у 1892—1893 навчальному році, громадський діяч;
- Оксана Радул — українська естрадна співачка, солістка Естрадного оркестру ДСНС України;
- Олександр Лучик — український футболіст, півзахисник клубу «Альянс».

### Навчались, працювали
- Едуард Жуковський — український графік, заслужений працівник культури України, навчався, працював викладачем, директором Вижницького коледжу прикладного мистецтва імені В. Ю. Шкрібляка;
- Василь Зінкевич — народний артист України[10];
- Іван Остафійчук — народний художник України, лауреат Шевченківської премії[10];
- Валерій Жаворонков — український художник-педагог. Член Національної спілки художників України від 1971 року. Заслужений працівник культури України (2006), навчався, працював викладачем, директором Вижницького коледжу прикладного мистецтва імені В. Ю. Шкрібляка, був депутатом міської ради чотирьох скликань;
- Валерій Васьков — український танцюрист, хореограф і художник, керівник народного самодіяльного ансамблю «Смеричина» в м. Вижниця Чернівецької області;
- Темістокль Вірста — український живописець, скульптор, архітектор;
- Яків Очеретько — український живописець. Член Національної спілки художників України;
- Михайло Поляк — український педагог, історик-краєзнавець, публіцист, член НСЖУ (1992), видавець, громадсько-політичний діяч;
- Оксана Гальчук —  доктор філологічних наук, доцент, професор кафедри світової літератури Київського університету імені Бориса Грінченка;
- Володимир Ворончак — український майстер художнього різьблення по дереву, педагог, громадський діяч;
- Іван Баричев — український педагог-художник, працював у Вижницькому училищі прикладного мистецтва.

### Пов'язані з Вижницею
- Діячі української культури: Юрій Федькович, Корнелій Устиянович, Леся Українка, Іван Франко, Марко Вовчок, Ольга Кобилянська, Василь Стефаник, Гнат Хоткевич.
- Тут почали творче життя народні артисти України Левко Дутковський (засновник ансамблю «Смерічка»), солісти «Смерічки» Назарій Яремчук, Василь Зінкевич, заслужений діяч мистецтв України, художник-модельєр Алла Дутковська.

### Дідичі
- Мечислав Рей[11]

## Міста-побратими
- Мілішівці, Румунія.[12]

## Цікаві факти
- Герб та прапор Вижницького району розробив Жаворонков Валерій Павлович — художник-педагог, Заслужений працівник культури України, Член Національної спілки художників України.

## Світлини

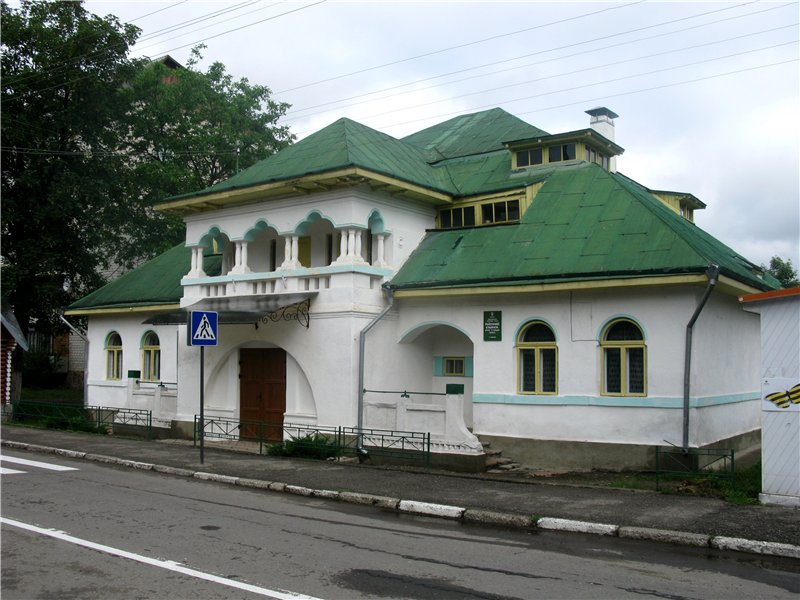
Будинок дитячої та юнацької творчості
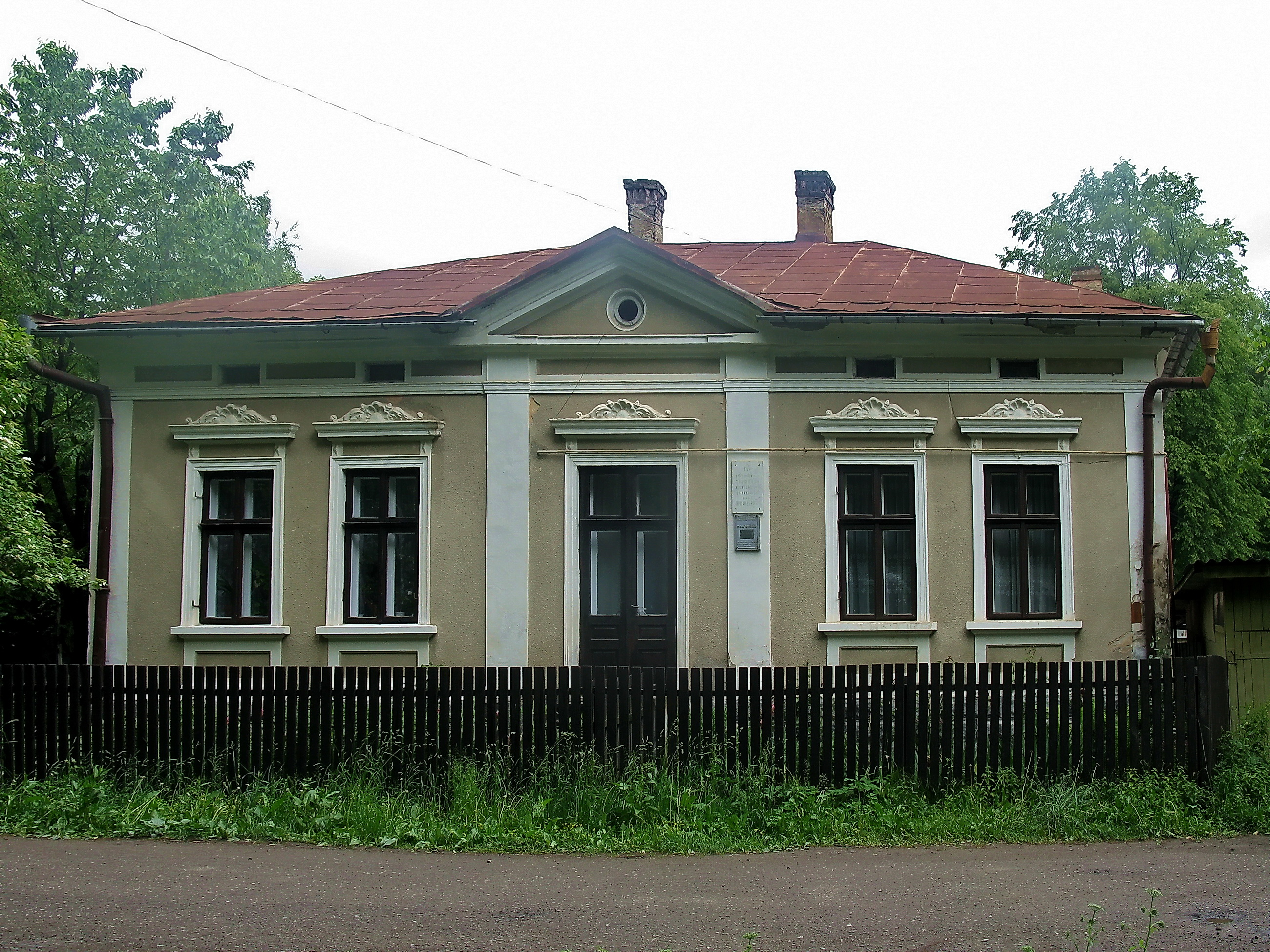
Будинок, у якому жив Федькович Ю. А., вул. Загула, 7
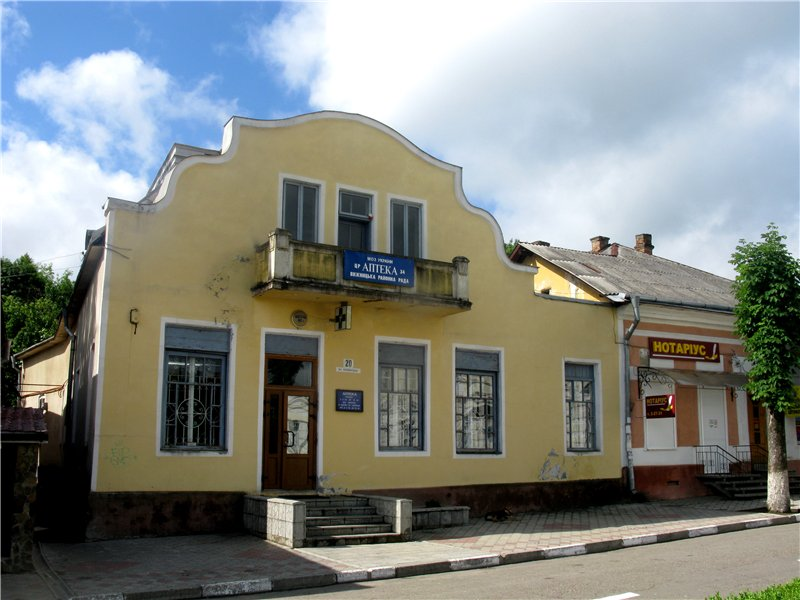
Центр міста, аптека
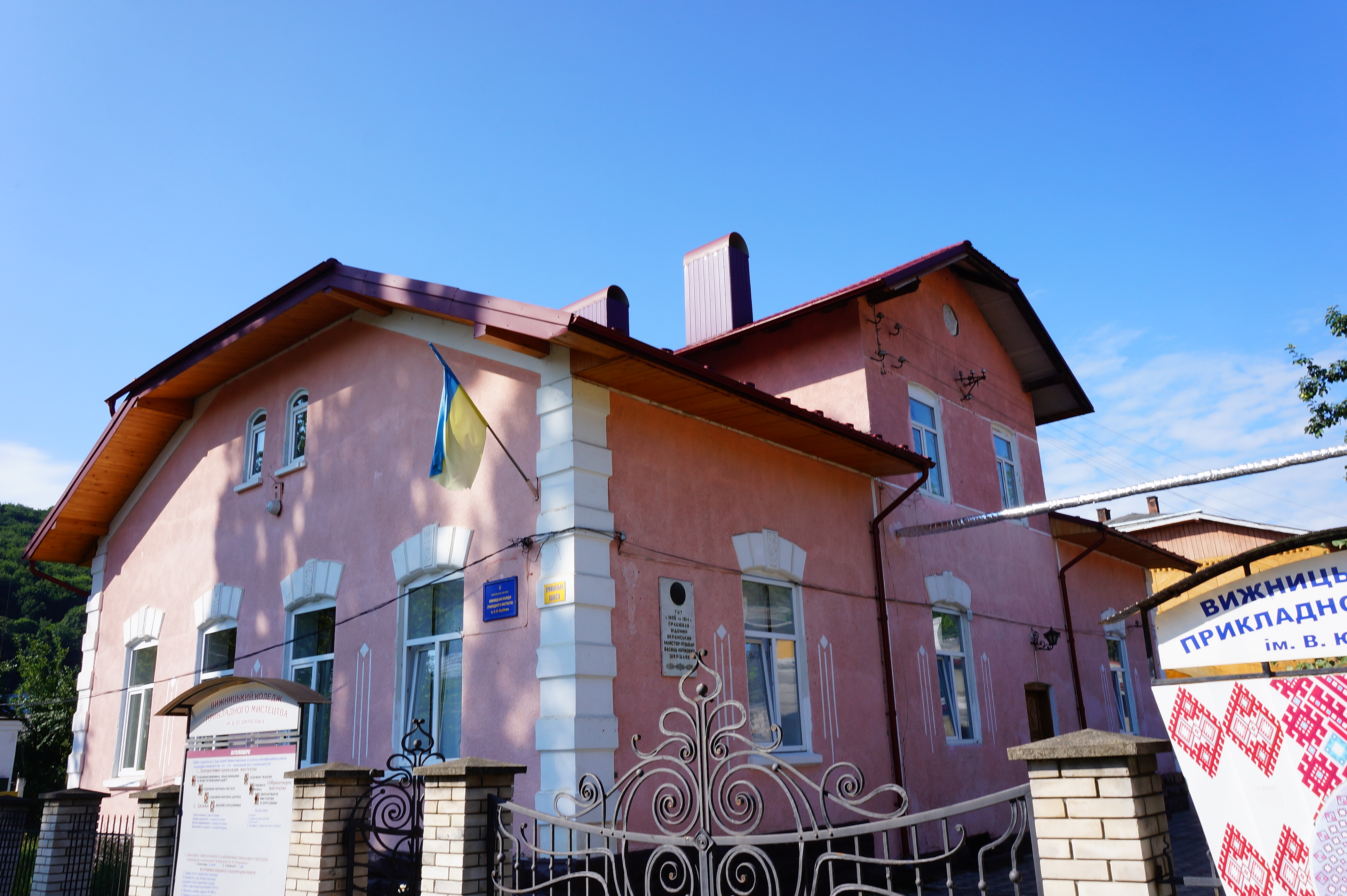
Будинок крайової школи різьбарства. токарства та металевої орнаментики
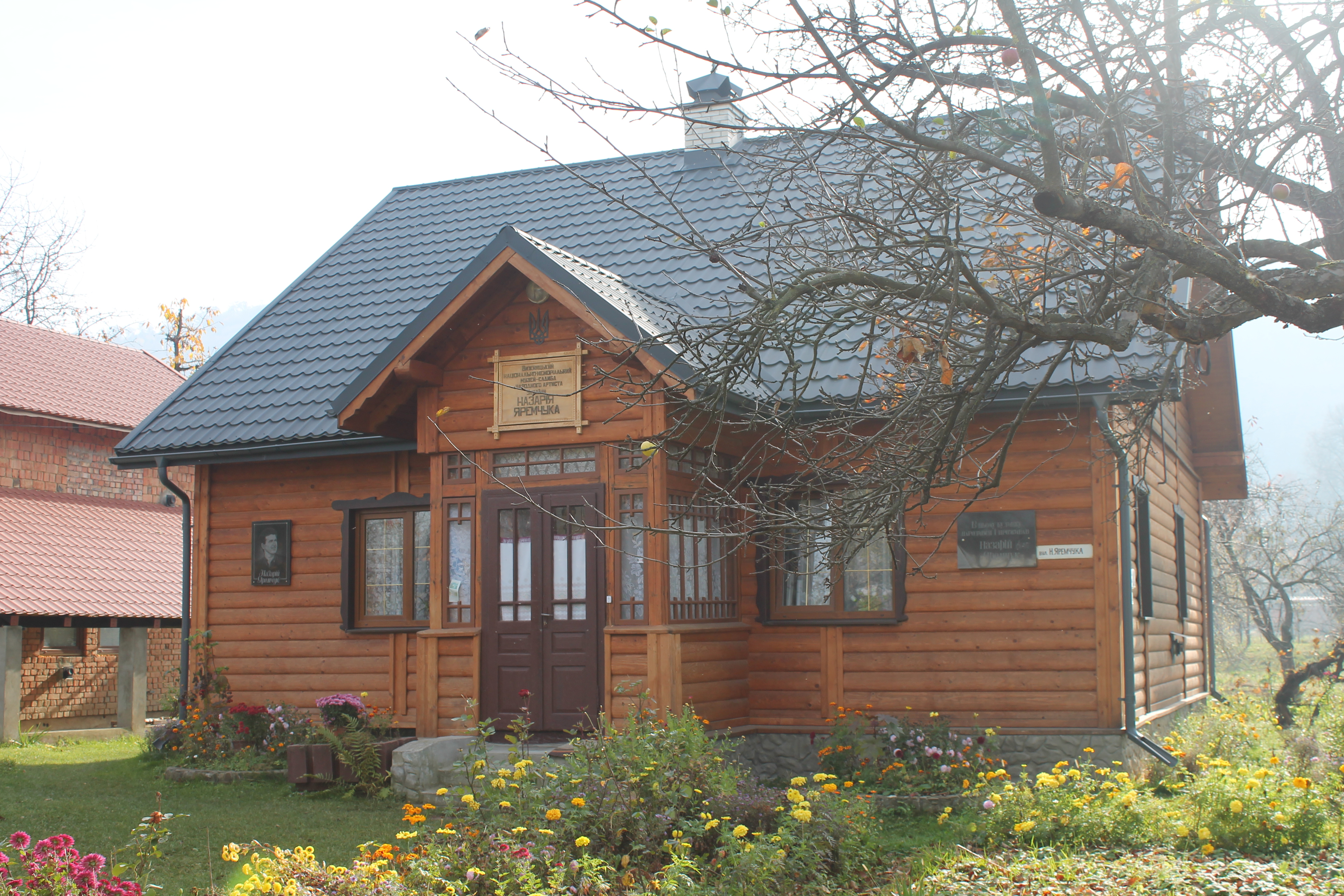
Меморіальний музей Назарія Яремчука
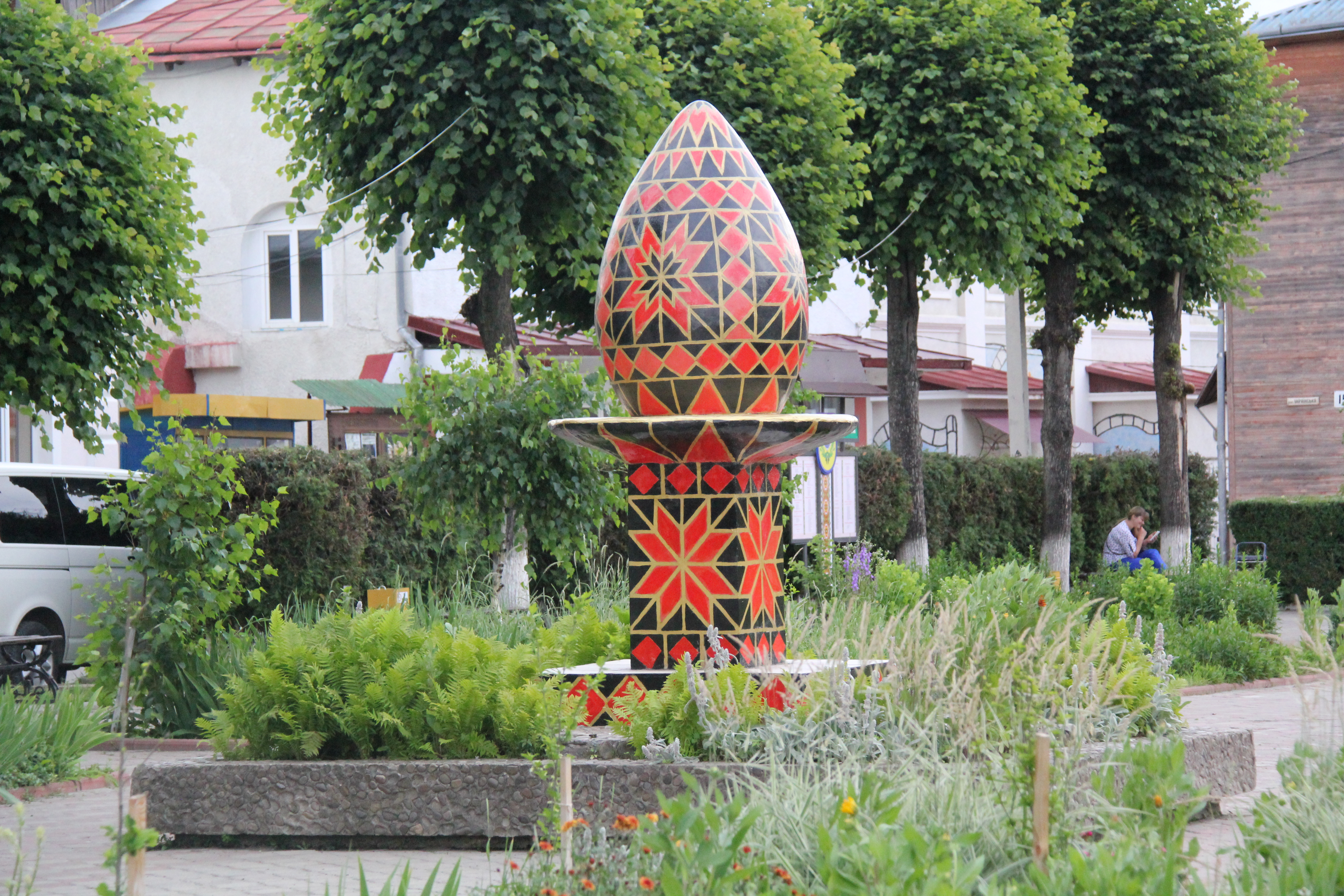
Пам'ятник Писанці на головній площі Вижниці
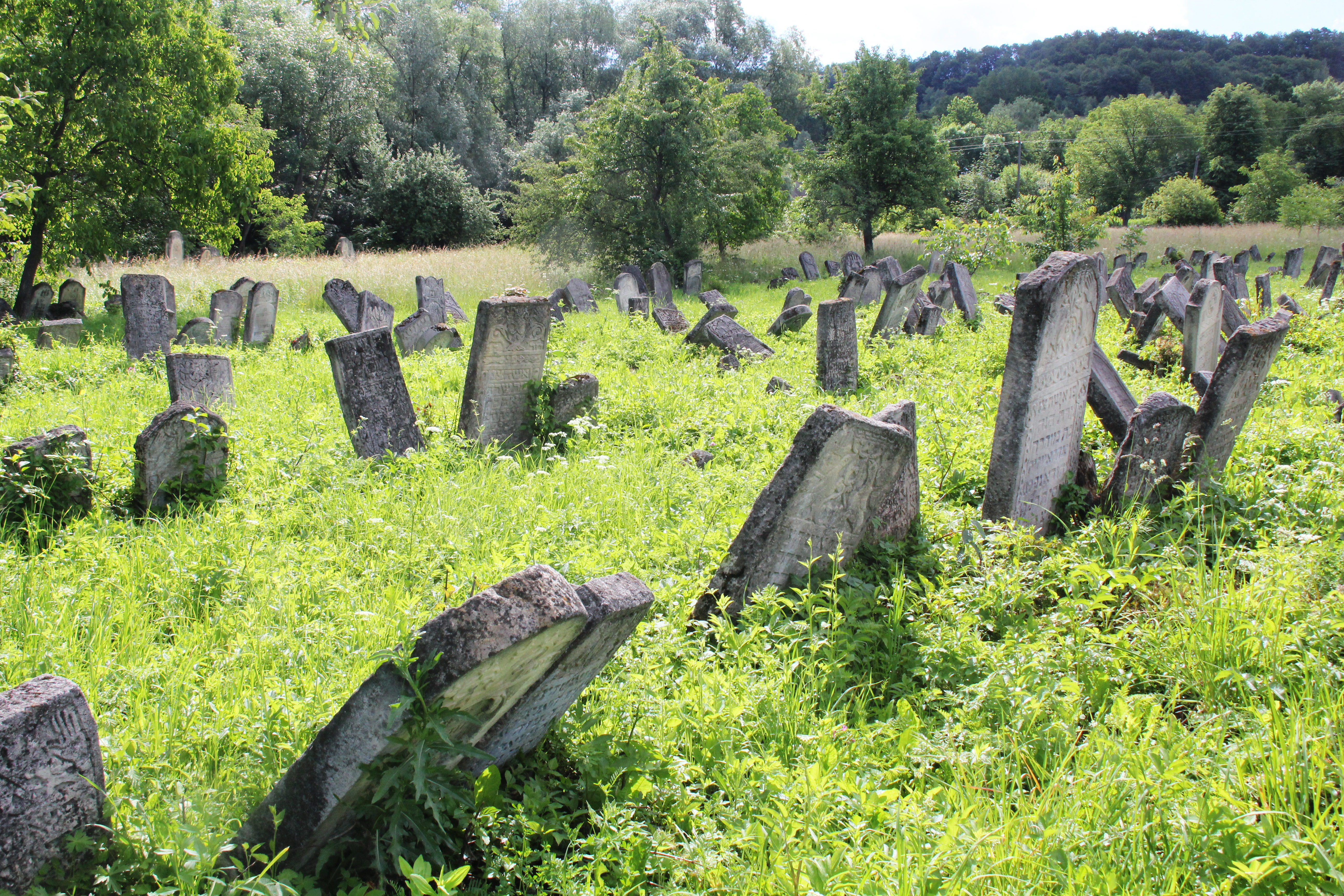
Старе єврейське кладовище
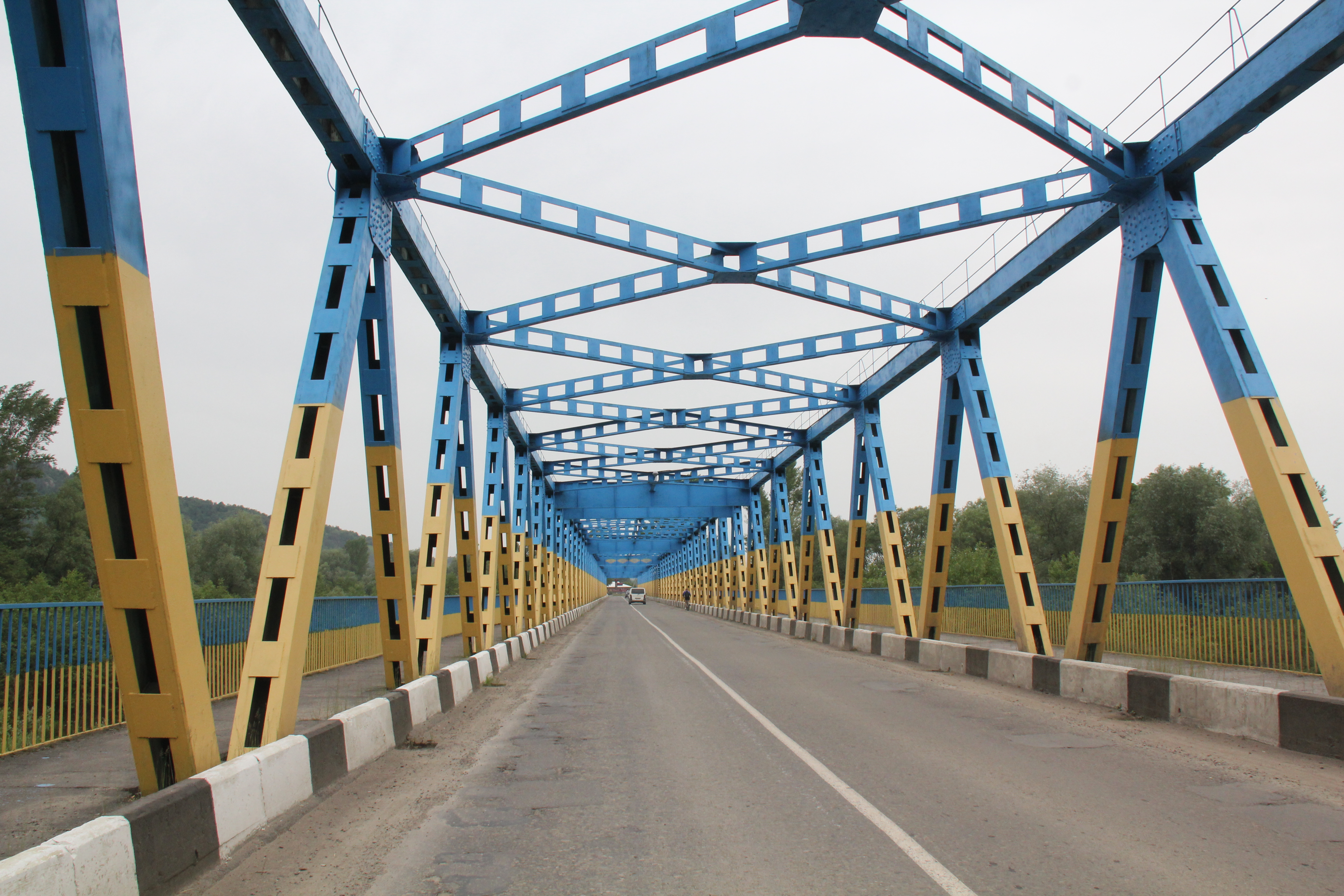
Міст між Чернівецькою та Івано-Франківською областями з Вижниці до Кутів
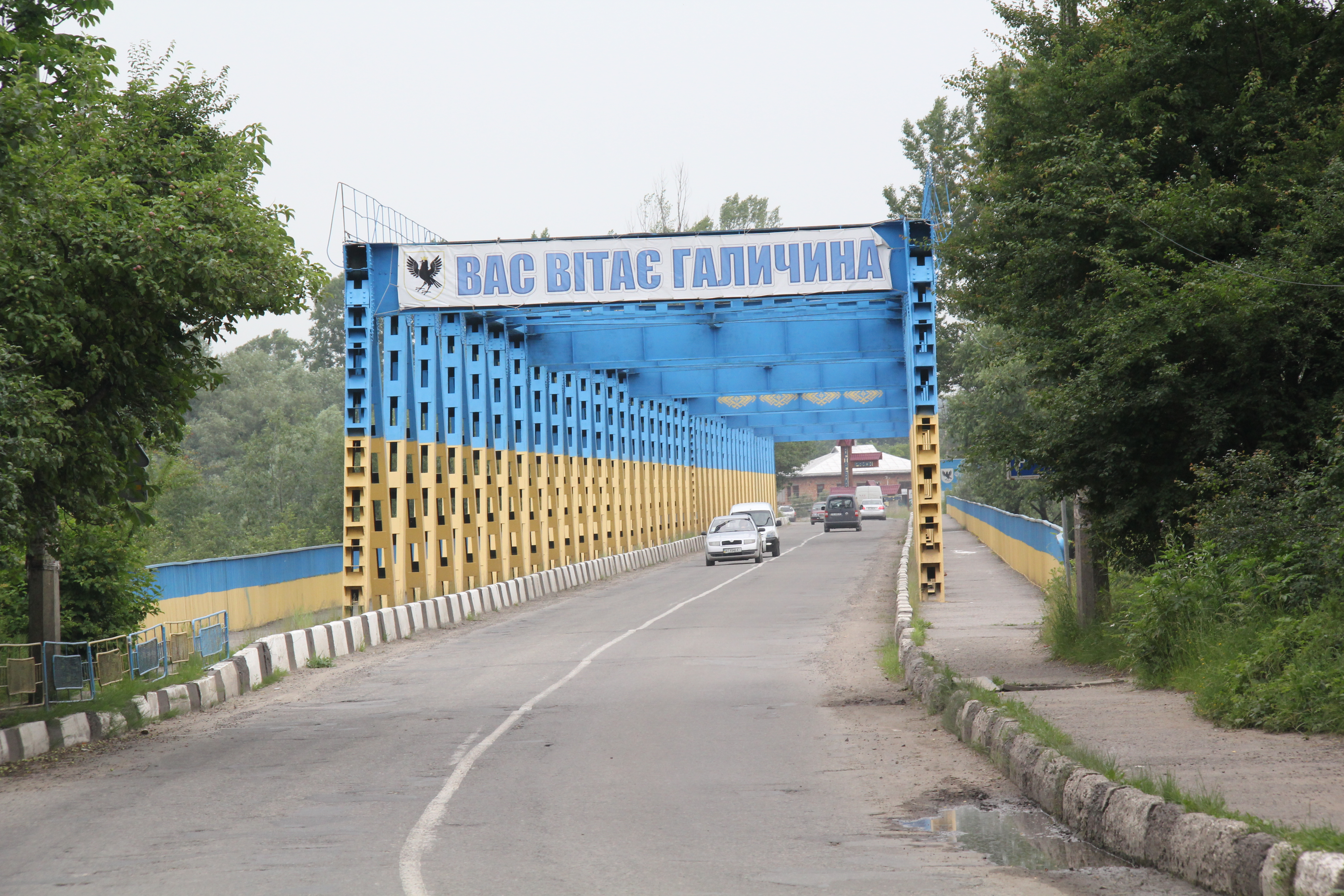
Міст через ріку Черемош
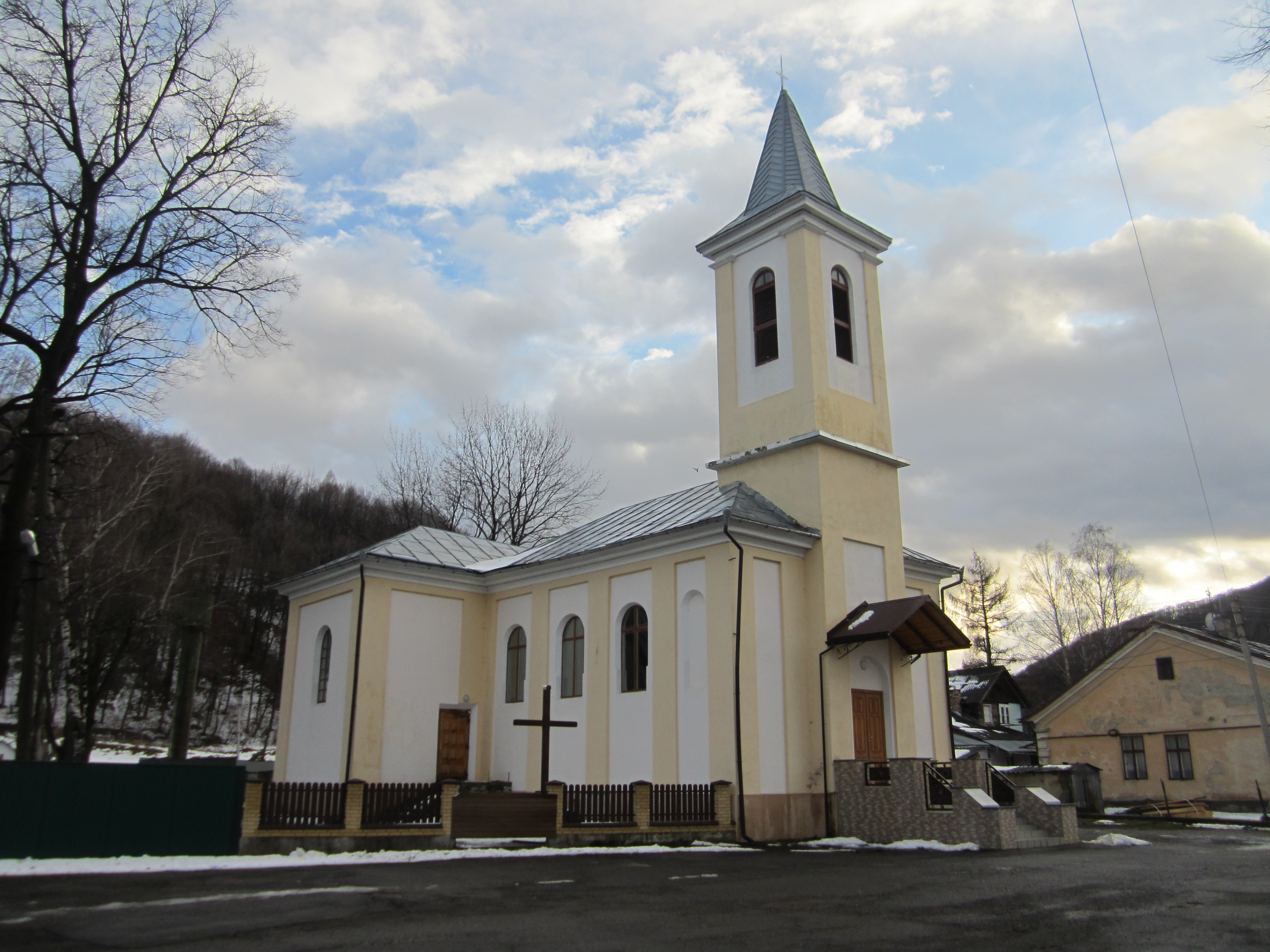
Костел Петра і Павла
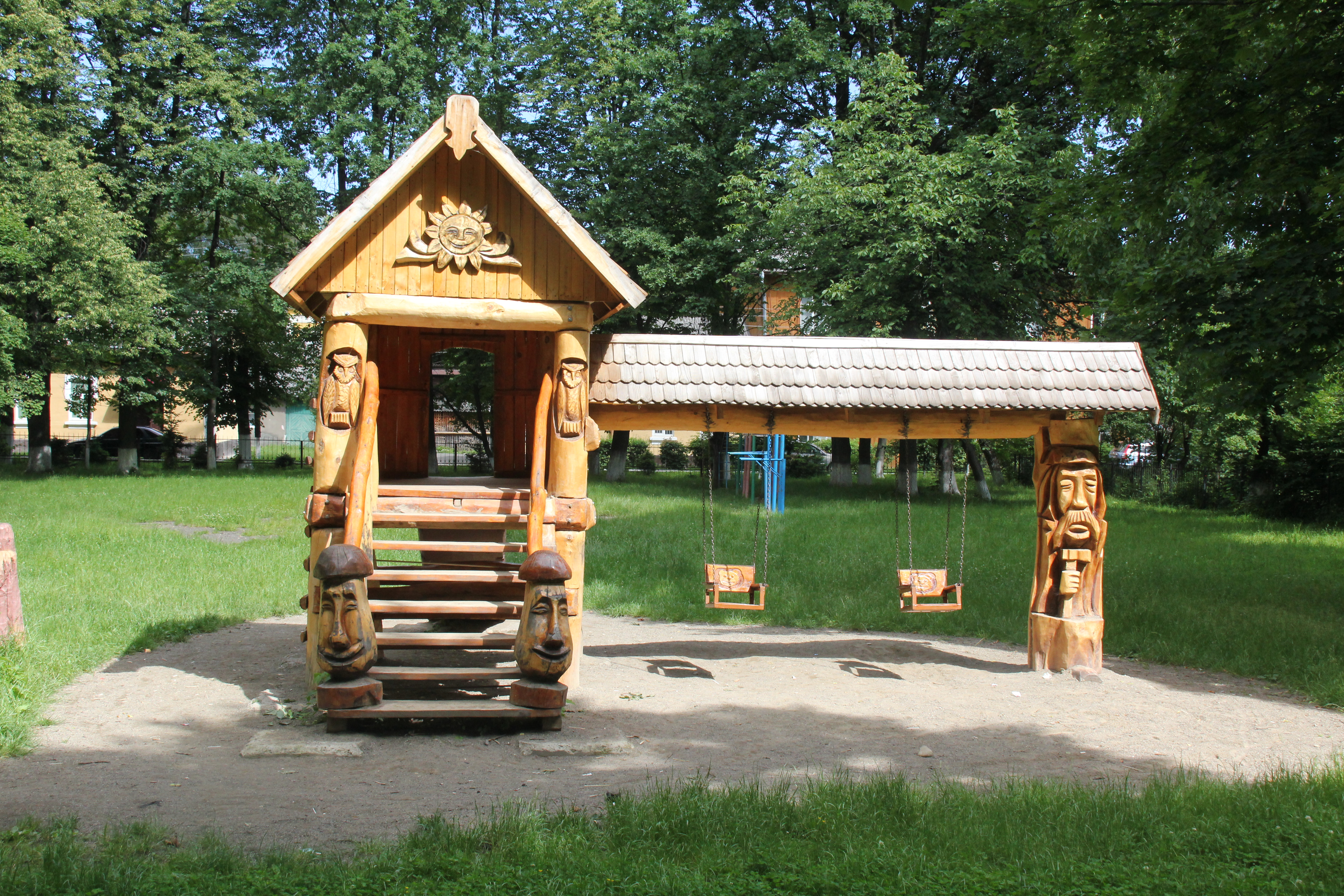
Дитячий майданчик у парку ім. Федьковича